# 十誡
十誡或稱摩西十誡（希伯來語： or Asereth ha-Dibrot），根據《聖經》记载，是以色列的先知和首領摩西向以色列民族頒佈的律法中的首要的十條規定。以十誡為代表的摩西律法是猶太人的生活和信仰的準則，也是最初的法律條文。在基督教中也有很重要的地位。
《聖經》記載，那時候，上主在西奈山上單獨見摩西，頒布十誡和律法，親自將十誡用指頭寫在石板，摩西下山后看到以色列人離棄上帝在崇拜一只金牛犊，愤然将石板摔碎。后來上主又再一次頒布十誡，寫在石板，放在約櫃，存放在敬拜天主的會幕的至聖所，所羅門在耶路撒冷建成圣殿以后，就放在圣殿的內殿。后來石板失傳，可能是在公元前587巴比倫王尼布甲尼撒二世焚毁第一圣殿時被毀。
十诫作为宗教与伦理的指引，结构如同一个盟约文件。根据希伯来圣经，这些指引由耶和华传授给摩西。圣经中的十诫文本在古代以色列是动态的，并在圣经中以三种显著不同的版本出现：出埃及记20:2–17、申命记5:6–21以及出埃及记34:11–26（称为“礼仪十诫”）。
根据妥拉的《出埃及记》，十诫是在西奈山上启示给摩西的，由摩西传达给以色列民，并由神的手指刻在两块石版上。
学者们对十诫的作者及成书年代持不同意见，有些现代学者将十诫与赫梯及美索不达米亚的法律和条约进行比较。

## 术语

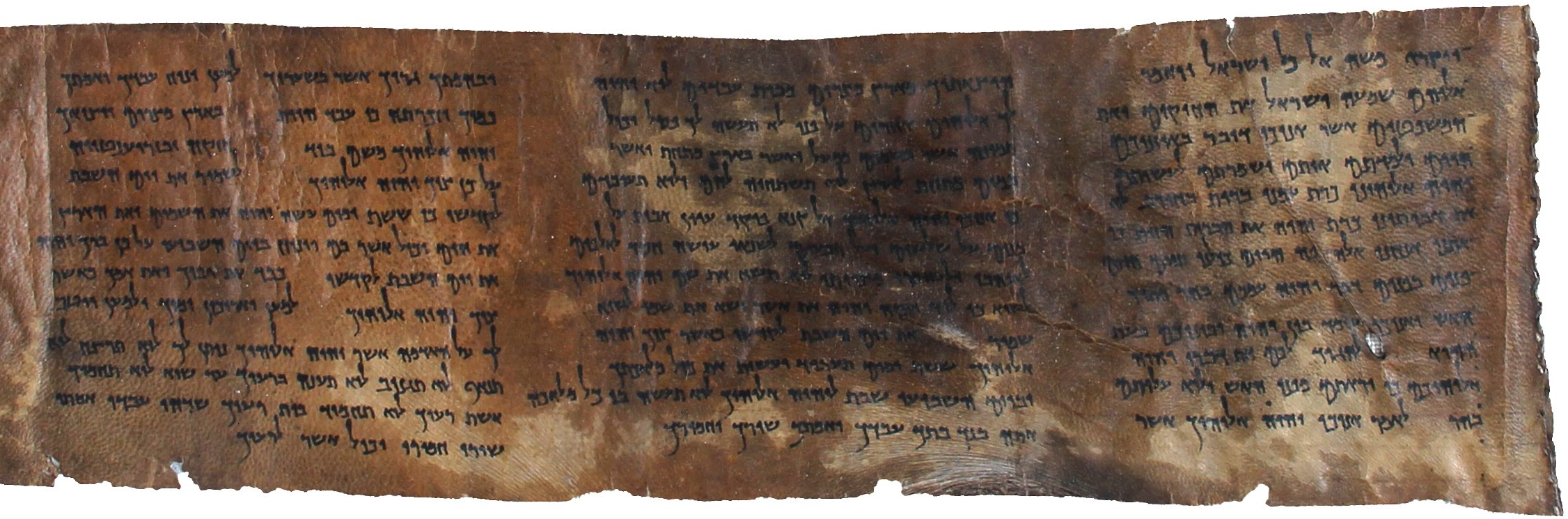
全灵申命记的一部分，包含十诫的最古老现存副本，日期为早期希律王朝时期，约公元前30年至公元前1年

十诫，在圣经希伯来语中称为（转写为），提到于出埃及记34:28、申命记4:13和申命记10:4。这些术语的意思可以翻译为“十言”、“十句话”或“十件事”。
在七十士译本中，该短语翻译为希腊文（“十言”），此词进入拉丁文后成为decalogus，再进入英语，成为"Decalogue"（十诫）。
刻有十诫的石版被称为（lukhót habberít，“摩西之约的石版”）或（lukhot ha'edut，“见证的石版”）。

## 圣经记载

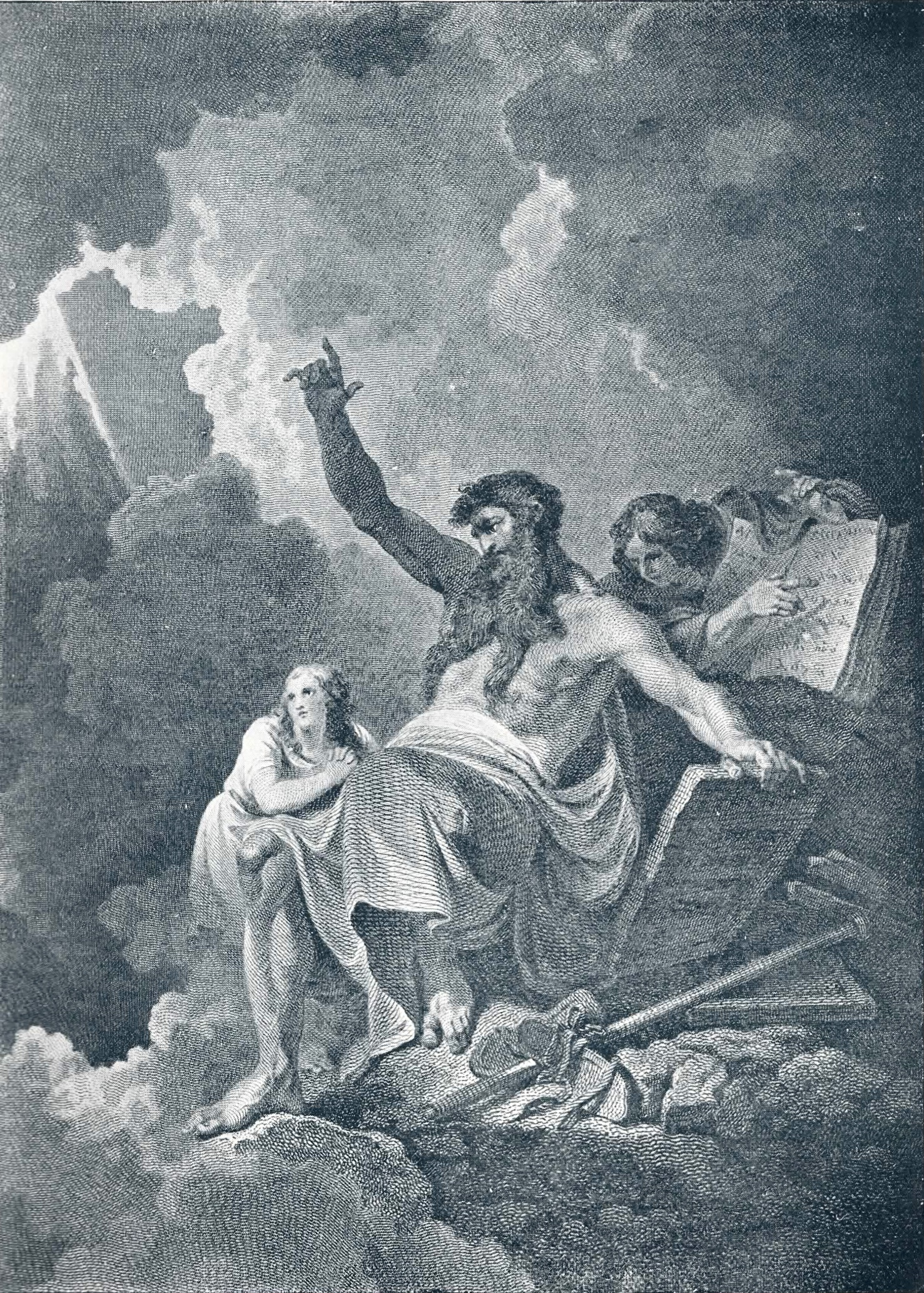
1896年插图，描绘摩西接受诫命

关于西奈山启示的圣经记载开始于《出埃及记》第19章，以色列子民到达西奈山（又称何烈山）后。在他们安营的第三天早晨，“雷轰、闪电、密云降在山上，且角声极大”，民众聚集在山脚下。在“神降临在西奈山”后，摩西短暂上山又下山，准备民众，然后在《出埃及记》第20章，“神亲自向百姓宣讲了约中的话语”，即“十诫”。现代圣经学界对于《出埃及记》19-20章中是否描述以色列民亲耳听到全部或部分十诫，抑或是律法仅由摩西传递给他们，尚存分歧。
民众因恐惧不愿继续听见，退后站立，摩西则安慰他们：“不要害怕”。随后，他接近“幽暗之中”的“主的同在”，听取更多的律例和“典章”，这些内容他都写在了“约书”中，并在第二天早晨读给民众听，他们同意遵守并服从神所说的一切。摩西随后带领亚伦、拿答和亚比户以及“以色列的七十位长老”上山，在离远的地方敬拜，并且他们在“像蓝宝石般透亮的铺路”之上“看见了以色列的神”。
神对摩西说：“你上山到我这里住在那里，我要将石版、律法和诫命赐给你，这些是我所写的，为要教训他们。”摩西和他的帮手约书亚就起身，摩西上了神的山。
 — 出埃及记24:12–13
山上被云彩覆盖了六天，第七天，摩西进入云中，在山上停留了“四十昼夜”。摩西说：“神把用祂的手指写的两块石版交给我；石版上写的，是神在集会日于火中从山上对你们所说的一切话。”。在四十天未满时，以色列民以为摩西出了意外，于是逼迫亚伦打造了一个金牛犊，并“在牛犊前筑了一座坛”，民众敬拜那金牛犊。

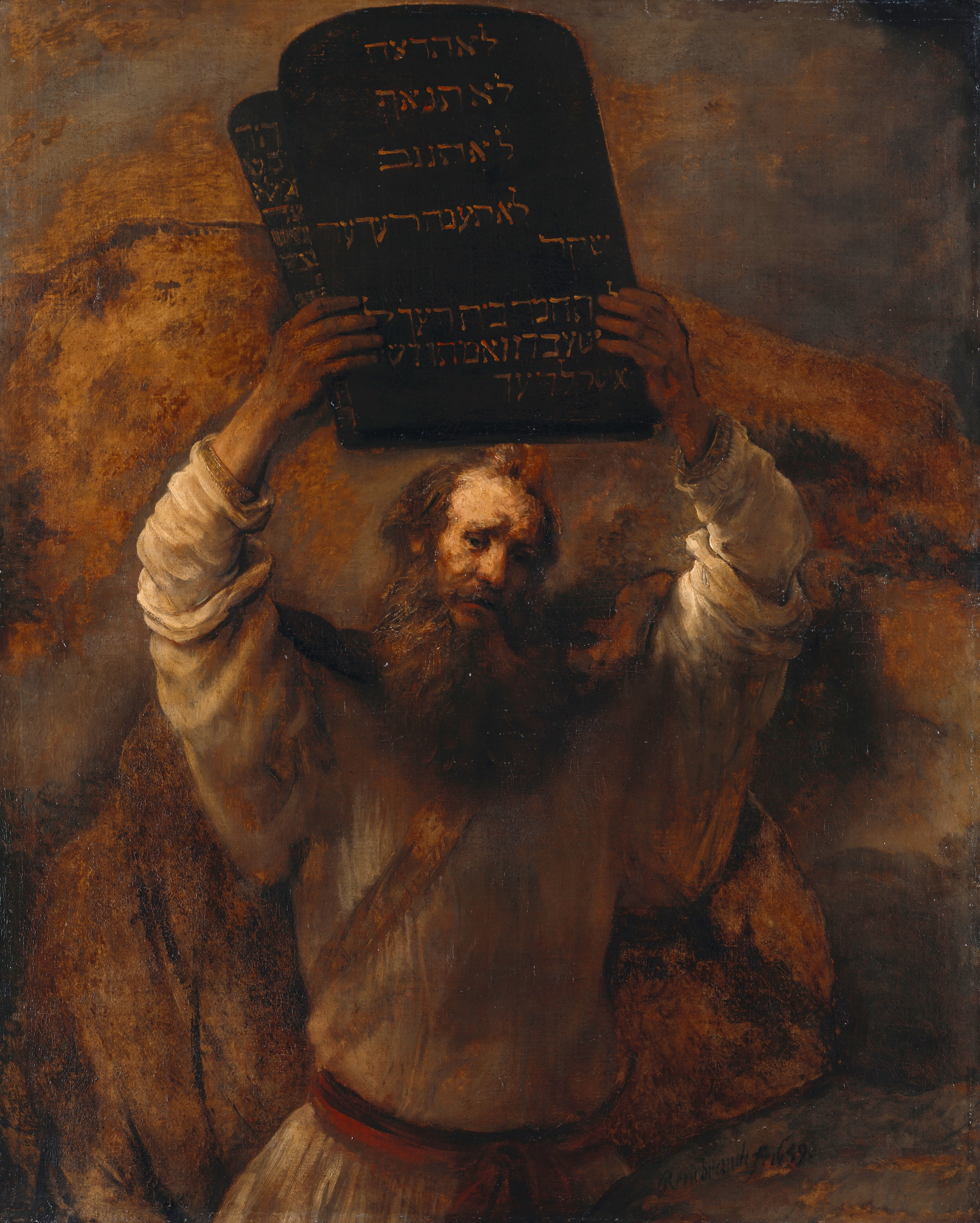
《摩西打碎十诫石版》（1659年），伦勃朗绘

四十天后，摩西与约书亚携带着石版下山：“他临近营中，看见金牛犊和跳舞的人，就大怒，把版摔在山下，摔碎了。”。在《出埃及记》第32和33章的事件之后，神对摩西说：“你要凿出两块石版，像先前的一样，我要将你摔碎的版上的话写在这两块版上。”“祂将先前写的十诫，神在集会日于火中在山上对你们说的话，写在这两块石版上，并交给我。”。这些石版后来被存放在约柜中。

## 诫命文本与编号

### 宗教传统
虽然《马所拉文本》和《死海古卷》在《出埃及记》第20章和《申命记》第5章中将十诫的内容分为十条具体的诫命，并用空行区分开来，与下表中的路德宗计数方式一致，但许多现代英语圣经译本在这段内容中给出了超过十条祈使语句的印象。
不同的宗教传统将《出埃及记》第20章1–17节及其在《申命记》第5章4–21节中的平行段落划分为十条诫命的方式不同，如下表所示。有些观点认为，“十”这一数字的选择可能更多是为了便于记忆，而非神学上的必要性。
| LXX | P  | R   | T  | S  | A  | C  | L | 诫命                                             | 出埃及记 20:1–17 | 出埃及记 20:1–17 | 申命记 5:4–21 | 申命记 5:4–21 |
| LXX | P  | R   | T  | S  | A  | C  | L | 诫命                                             | 经文节数         | 文本             | 经文节数      | 文本          |
| --- | -- | --- | -- | -- | -- | -- | - | ------------------------------------------------ | ---------------- | ---------------- | ------------- | ------------- |
| —   | —  | (0) | 1  | —  | —  | 1  | — | 我是耶和华你的神                                 | 2                | [ 31 ]           | 6             | [ 31 ]        |
| 1   | 1  | 1   | 2  | 1  | 1  | 1  | 1 | 除我以外你不可有别的神                           | 3                | [ 32 ]           | 7             | [ 32 ]        |
| 2   | 2  | 2   | 2  | 1  | 1  | 1  | 1 | 不可为自己雕刻偶像                               | 4–6              | [ 33 ]           | 8–10          | [ 33 ]        |
| 3   | 3  | 3   | 3  | 2  | 2  | 2  | 2 | 不可妄称耶和华你神的名                           | 7                | [ 34 ]           | 11            | [ 34 ]        |
| 4   | 4  | 4   | 4  | 3  | 3  | 3  | 3 | 当记念安息日，守为圣日                           | 8–11             | [ 35 ]           |               |               |
| 4   | 4  | 4   | 4  | 3  | 3  | 3  | 3 | 当守安息日，定为圣日                             |                  |                  | 12–15         | [ 36 ]        |
| 5   | 5  | 5   | 5  | 4  | 4  | 4  | 4 | 当孝敬父母                                       | 12               | [ 37 ]           | 16            | [ 38 ]        |
| 6   | 8  | 6   | 6  | 5  | 5  | 5  | 5 | 不可杀人                                         | 13               | [ 39 ]           | 17            | [ 39 ]        |
| 7   | 6  | 7   | 7  | 6  | 6  | 6  | 6 | 不可奸淫                                         | 14               | [ 40 ]           | 18            | [ 40 ]        |
| 8   | 7  | 8   | 8  | 7  | 7  | 7  | 7 | 不可偷盗                                         | 15               | [ 41 ]           | 19            | [ 41 ]        |
| 9   | 9  | 9   | 9  | 8  | 8  | 8  | 8 | 不可作假见证陷害人                               | 16               | [ 42 ]           | 20            | [ 42 ]        |
| 10  | 10 | 10  | 10 | 9  | 10 | 10 | 9 | 不可贪恋                                         | 17a              | [ 43 ]           | 21a           | [ 43 ]        |
| —   | —  | —   | —  | 10 | —  | —  | — | 你要在基利心山设立这些石头（《撒玛利亚律法书》） | 14c              | [ 44 ]           | 18c           | [ 44 ]        |

### 分类
对于十诫的分类方法主要有两种。一种方法将禁令“除我以外不可有别的神”（第3节）与“不可为自己雕刻偶像”（第4-6节）分为两个单独的诫命：
- LXX：七十士译本（公元前3世纪），通常被东正教基督徒采用。
- P：斐洛（公元1世纪），他在解释次序时提供了详细的讲解，认为“不可奸淫”是“对人际关系中最重要的命令”，其次是禁止偷窃和杀人。[45]
- R：改革宗基督徒遵循约翰·加尔文在《基督教要义》（1536年）中的分类方式，该方式继承了七十士译本；这一系统也出现在圣公会的《公祷书》中。[46]

另一种方法将第3-6节，即关于偶像和其他神的禁令合并为一条诫命，同时保持十诫的总数。撒玛利亚人和犹太传统包含了另一条诫命，而基督教传统则将“不可贪恋邻舍的妻”和“不可贪恋邻舍的房屋”分为两条诫命。
- T：犹太教的塔木德（约公元200年），将“序言”作为第一条“话语”或“事项”。
- S：撒玛利亚五经（约公元前120年），包含关于摩西献祭给耶和华的附加指令，撒玛利亚人视其为第十条诫命。
- A：希波的奥古斯丁（公元4世纪），遵循塔木德将第3-6节合并，但不将序言作为诫命，并按照《申命记》5:21的顺序将“不可贪恋”分为两条诫命，而非《出埃及记》20:17。
- C：天主教主要遵循奥古斯丁的分类，这一分类在《天主教教理》（1992年）中被重申，将“安息日”改为“主日”，并将《出埃及记》20:17中禁止贪恋的内容分为两条诫命，以保持总数为十条。
- L：路德宗遵循路德大问答（1529年）的分类，继承了奥古斯丁和天主教传统，但将禁止偶像的规定置于第一条诫命的“尊主独一”之下[47]，并使用《出埃及记》20:17的词序，而非《申命记》5:21来描述第九和第十条诫命。

### 中文译文的差异
（十诫在被引用中常常是圣经原文的简约，除天主教外，并无标准字句样式，以下所列供参考。）

#### 天主教會
- 第一誡 欽崇一天主在萬有之上。（細項包括：禁止拜偶像，行巫術和迷信。無神論否認天主的存在，亦違反第一誡）
- 第二誡 毋呼天主聖名以發虛誓。
- 第三誡 守瞻禮主日。
- 第四誡 孝敬父母。
- 第五誡 毋殺人。
- 第六誡 毋行邪淫。
- 第七誡 毋偷盜。
- 第八誡 毋妄證。
- 第九誡 毋願他人妻/夫。
- 第十誡 毋貪他人財物。[48]

#### 東正教會
- 第一誡 曰吾乃爾主上帝，吾之外毋奉他主。
- 第二誡 毋造捏偶像及凡天上地下土中水間，所有諸物之像，毋叩拜奉事之。
- 第三誡 毋以上帝爾主之名而輕發
- 第四誡 記憶以第七日為聖期。六日間任爾做工營爾諸務，而第七日乃屬上帝爾主。
- 第五誡 孝敬爾父母則吉祥必及爾身而延壽於世。
- 第六誡 毋殺人。
- 第七誡 毋行邪淫。
- 第八誡 毋偷盜。
- 第九誡 毋妄證。
- 第十誡 毋戀人妻毋貪人之宅屋田莊僕婢牛驢等並一切凡系人之財物。

#### 新教
- 第一條 不可敬拜上帝以外的別神；
- 第二條 不可製造偶像也不可敬拜偶像；
- 第三條 不可妄稱上帝的真名；
- 第四條 當紀念安息日守為聖日；
- 第五條 應尊敬孝養父母；
- 第六條 不可殺人；
- 第七條 不可姦淫；
- 第八條 不可偷盜；
- 第九條 不可作假見證；
- 第十條 不可貪心。

## 宗教解释
十诫涉及犹太教和基督教中最基本的重要事项：对神的最大义务（只敬拜唯一的神）、对个人的最大伤害（谋杀）、对家庭关系的最大伤害（奸淫）、对商业和法律的最大伤害（作假见证）、对代际关系的最大义务（孝敬父母）、对社会的最大义务（诚实），以及对动产的最大伤害（偷盗）。
十诫以其简洁的原则性语言提供了不同解释的空间，这反映了其作为基本原则摘要的角色。它们并未像其他圣经律法那样明确规定具体的惩罚，而是提供了普遍适用的指导原则，需根据具体情况加以实施。
圣经以多种方式表明了十诫在所有其他妥拉律法中的特殊地位：
- 它们以独特的简短风格呈现。[51]
- 在所有圣经律法中，仅有十诫被描述为“用神的手指写成”（出埃及记 31:18）。[51]
- 石版被存放在约柜中（出埃及记 25:21, 申命记 10:2,5）。[51]

### 犹太教

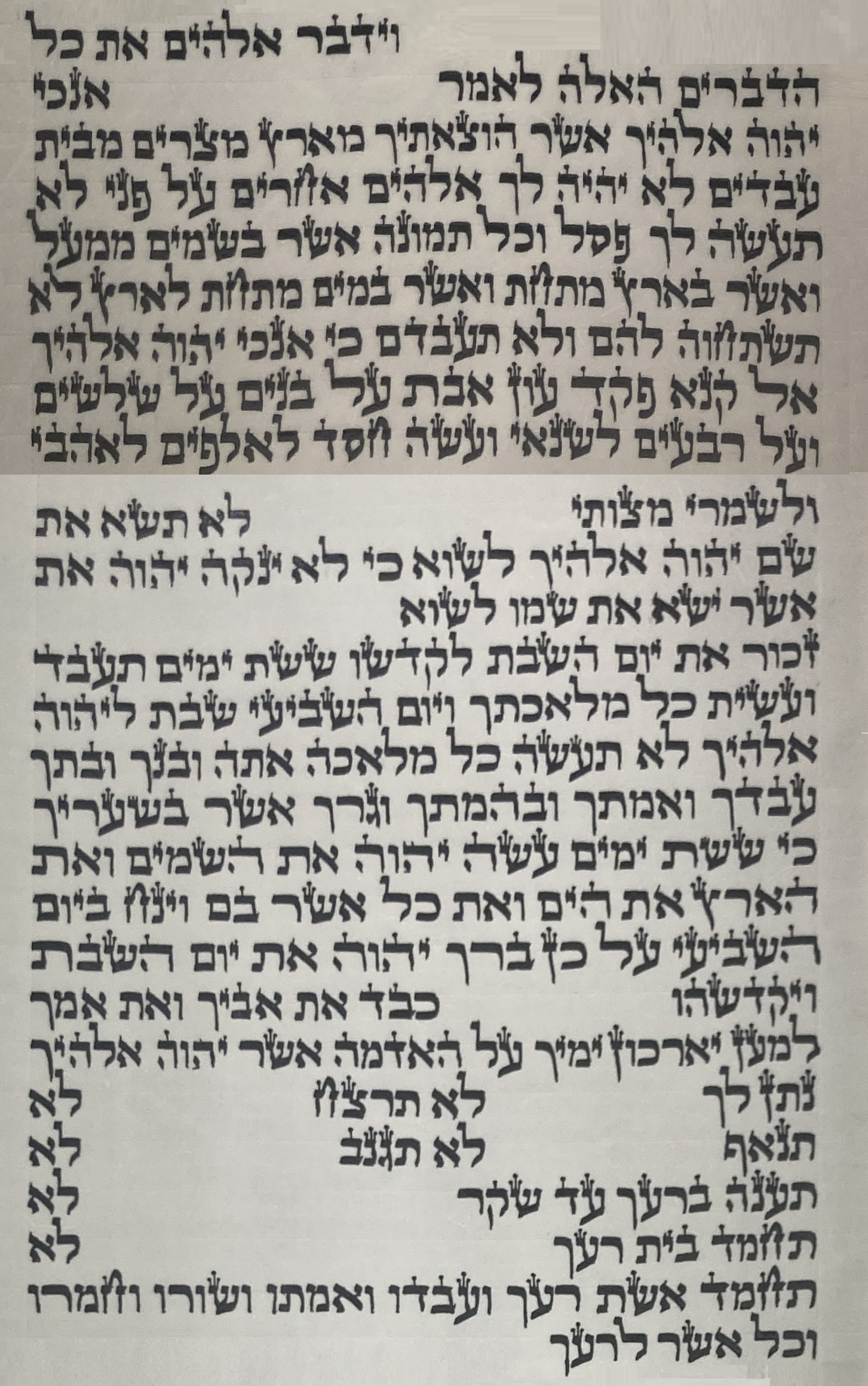
《十诫》在一份《妥拉》卷轴中的展示

《十诫》构成了犹太教拉比法的基础，它陈述了神关于是非善恶的普世和永恒标准——与其他613条诫命不同，后者包括《妥拉》中各种犹太传统解读的义务和仪式，例如各种与卡舒特饮食律法相关的规定，以及圣殿中祭司要履行的仪式。犹太传统认为，《十诫》是其余诫命的神学基础。斐洛在他的四卷本著作《特殊律法》中，将《十诫》作为标题下讨论其他相关诫命的主题。同样，在《十诫》中，他表示：“在[‘不可奸淫’的诫命]之下，许多其他命令也被隐含地传达，例如禁止引诱、禁止不自然行为、禁止纵欲以及禁止任何不正当和放纵的行为。”其他学者，如拉比赛尔达·高恩，也根据与《十诫》的联系对诫命进行了分类。
根据保守派犹太教的拉比路易斯·金茨伯格的说法，《十诫》彼此交织在一起，违背其中一条就会导致违背另一条。他引用了拉比拉希对《雅歌》4:5的评论，指出前五条诫命和后五条诫命之间存在紧密的联系。例如，第一条诫命“我是主你的神”对应第六条“不可杀人”，因为谋杀是对神形象的摧毁；第二条“除我以外不可有别的神”对应第七条“不可奸淫”，因为婚姻不忠与拜偶像（对神的不忠）同样严重；依此类推。
根据传统的拉比犹太教观点，《十诫》和其他诫命（mitzvot）的遵守仅适用于犹太人，而普遍适用于全人类的律法包含在挪亚七诫中，尽管后者在《塔纳赫》中并未明确提及，其中一些律法与《十诫》重叠。在公会时代，违反《十诫》中六条诫命中的任何一条理论上都会受到死刑的惩罚，例外的是第一条诫命、孝敬父母、妄称神的名以及贪恋，然而，由于口传律法规定的证据要求极为严格，这种惩罚很少被执行。

#### 两块石版
在经典的犹太传统中，对于《十诫》在两块石版上的安排有不同的解释。拉比哈尼拿·本·迦玛列尔（Rabbi Hanina ben Gamaliel）认为每块石版上刻有五条诫命，而“圣贤们说，每块石版上都刻有十条诫命”，也就是说，这两块石版是副本。这可以与古代近东的外交条约相比较，在这些条约中，每一方都会制作一份副本。
根据塔木德，传统的犹太拉比法对《圣经》中“这两块版是两面写的”的经文有一种解读，认为刻文穿透了石版的整个厚度，并且奇迹般地从两面都能看清。

#### 在犹太仪式中的使用

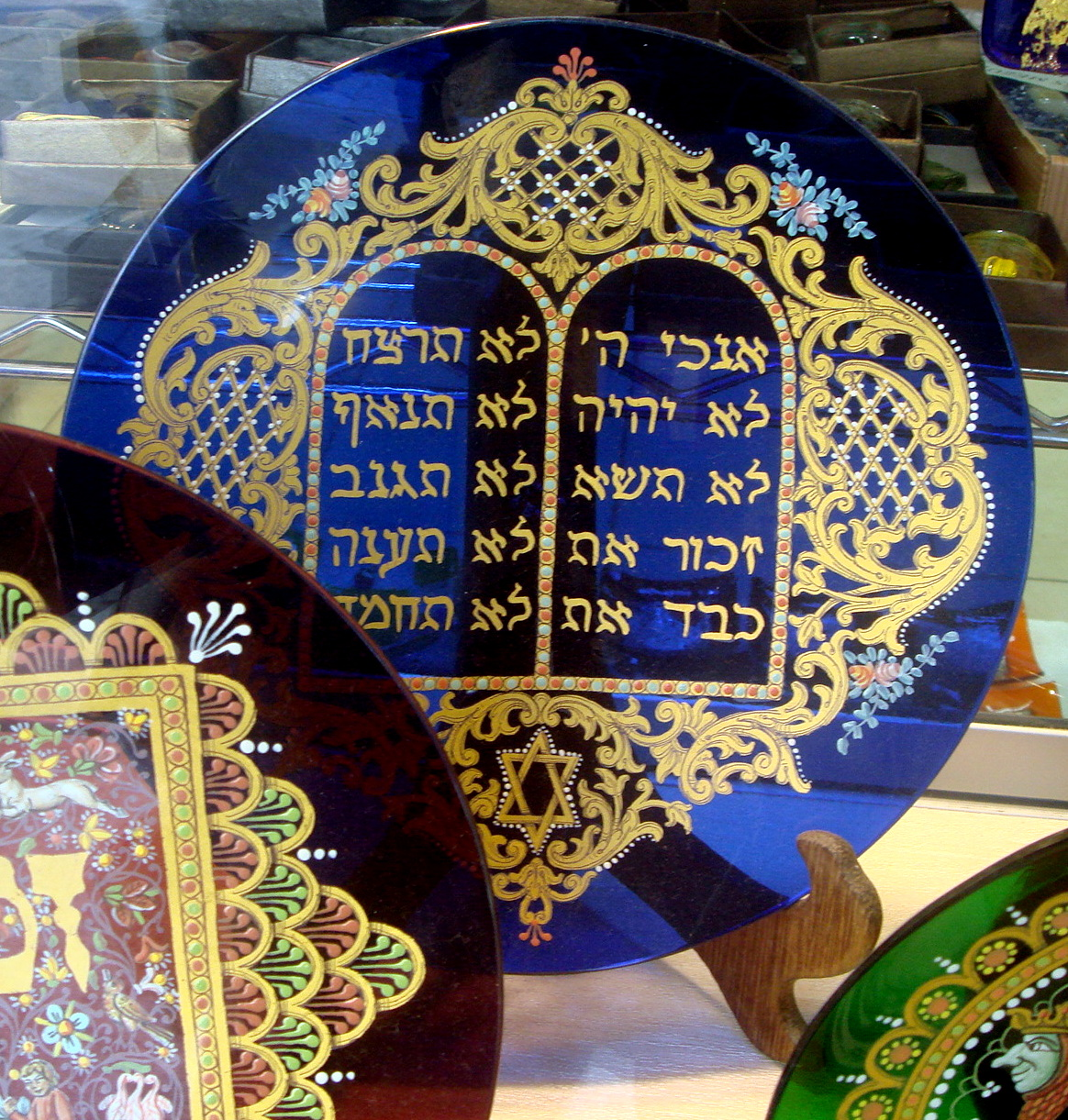
玻璃盘上的《十诫》

《米示拿》记载，在第二圣殿时期，《十诫》每日都会在朗读《以色列啊你要听》（即《Shema Yisrael》）之前被朗读（例如保存在纳什纸草书中的版本，这是一份公元前150至100年的希伯来文手稿，包含《十诫》和《Shema》的开头部分），但这种做法后来在会堂中被废止，以免为异端提供“弹药”，声称《十诫》是犹太法律中唯一重要的部分，或为了消除早期基督徒声称在西奈山上仅颁布了《十诫》而非整本《妥拉》的观点。
在后来的几个世纪里，拉比们继续在日常礼拜仪式中省略《十诫》，以避免犹太人误以为他们仅受《十诫》约束，而无需遵守其他许多圣经和塔木德法律，例如遵守除安息日外的圣日的要求。
然而，一些拉比权威仍然建议个人在非集体礼拜中私下诵读《十诫》作为个人祈祷的一部分。一些祈祷书中也包含了《十诫》以供此用途。
今天，《十诫》在犹太会堂中每年诵读三次：在《出埃及记》和《申命记》的阅读中，以及在五旬节期间。《出埃及记》的版本在《伊特罗》篇（约每年一月或二月）和五旬节诵读，《申命记》的版本在《瓦埃特哈南》篇（约每年八月或九月）诵读。一些传统中，礼拜者会在诵读《十诫》时起立以强调其特殊意义，然而许多拉比（包括迈蒙尼德）反对这一习俗，认为这可能使人认为《十诫》比其他诫命更重要。
在印刷的五经以及手稿中，《十诫》有两种音调标记。用于公开《妥拉》诵读的ta'am 'elyon（高音标）将每条诫命作为单独的一节，而用于私人阅读或学习的ta'am tachton（低音标）则将文本分为较为平均的节长。犹太《圣经》的节编号采用ta'am tachton。因此，犹太《圣经》中《十诫》的经文为出埃及记 20:2–14和申命记 5:6–18。

#### 撒玛利亚教派
撒玛利亚五经的《十诫》段落有所不同，包括撒玛利亚版本的《申命记》更接近于《出埃及记》的版本，以及撒玛利亚人将其他人认为的十条诫命归为九条。撒玛利亚人的第十条诫命是关于基利心山的神圣性的。
撒玛利亚人第十条诫命的文本如下：
当耶和华你的神将你带入你要占领的迦南地时，你要竖立大石，并用灰泥抹平。你要在石上写下律法的所有话语。当你们过约旦河时，要在我吩咐的基利心山上竖立这些石头，并在那里为耶和华你的神筑一座石坛。这坛不可用铁工具凿刻，要用完整的石头筑坛，并在坛上献燔祭给耶和华你的神；你也要献平安祭，并在那里吃喝，欢喜在耶和华你的神面前。那座山位于约旦河对岸，在通向日落之地的路尽头，属于居住在吉甲附近靠近示剑的迦南人的地区。

### 基督教
大多数基督教传统认为《十诫》具有神圣权威，并继续有效，尽管对其的解释和用途各不相同。《使徒宪章》敦促信徒“永远铭记神的十条诫命”，表明《十诫》在早期教会中的重要性。在大部分基督教历史中，《十诫》被视为神律法和行为标准的摘要，是基督徒生活、虔诚和敬拜的核心。
关于《十诫》的次序及其重要性的区别仍是神学辩论的主题，《新约》中罗马书 13:9确认了更传统的次序，即按照七十士译本的次序：奸淫、谋杀和偷盗，而不是按照马所拉文本的次序：谋杀、奸淫和偷盗。
在基督教的多个宗派中，新教通常更加重视圣经律法和福音。主流新教将《十诫》作为基督徒道德生活的起点。不同的基督教派别在如何将《十诫》的基本原则转化为完整的基督徒伦理方面有所不同。

#### 新约中的引用

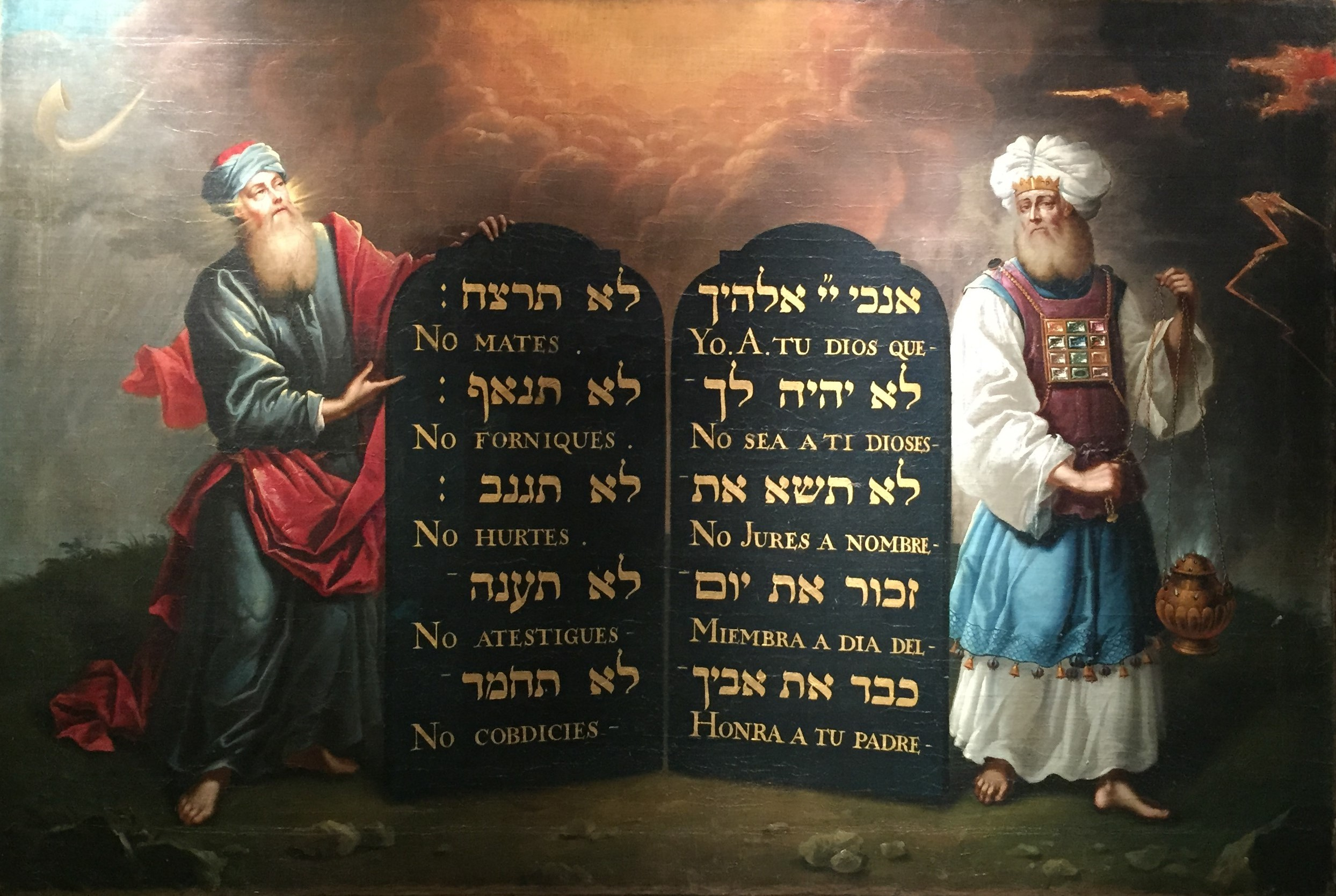
《摩西与亚伦及十诫》, 亚伦·德·查韦斯绘，约1675年

在登山宝训中，耶稣明确提到了对谋杀和奸淫的禁止。在马太福音 19:16–19中，耶稣重复了《十诫》中的五条诫命，随后又提到了“第二条诫命”（马太福音 22:34–40），即在最大诫命之后的诫命。
看哪，有一个人来对他说：“良善的夫子，我该做什么善事才能得永生？”耶稣对他说：“你为什么称我是良善的？只有一位是良善的，就是神。如果你想要进入生命，就当遵守诫命。”他说：“哪些？”耶稣说：“不可杀人；不可奸淫；不可偷盗；不可作假见证；当孝敬父母；又当爱人如己。”——马太福音 19:16–19
在他的罗马书中，使徒保罗也提到了《十诫》中的五条诫命，并将它们与邻里之爱的诫命联系在一起。
凡事都不可亏欠人，惟有彼此相爱，要常以为亏欠；因为爱人的就完全了律法。因为那不可奸淫，不可杀人，不可偷盗，不可贪婪，或有别的诫命，都总括在“爱人如己”这一句话之内了。爱是不加害于邻舍的，所以爱就完全了律法。——罗马书 13:8–10

#### 圣公会
在圣公会中，《英格兰教会三十九条信纲》中提到：“任何基督徒都不能免于对被称为道德律法的诫命的服从。道德律法包括我们理解的所有《十诫》的完整内容。”

#### 浸信会
浸信会认为《十诫》是“行为之约”（称为“旧约”）的总结，这是在西奈山颁布给以色列新生民族的。旧约在基督的十字架上得以完成。未信者仍然受律法约束，而律法揭示了人类的罪恶，并表明他们对救主耶稣的救赎需求。悔改罪行并信靠基督是整本《圣经》的核心。它们反映了神的永恒品格，是道德的典范。

#### 天主教
在天主教中，人们认为耶稣使基督徒脱离了其他犹太宗教律法的约束，但他们仍需遵守《十诫》。有人称《十诫》之于道德秩序，就如创世记之于自然秩序。
根据《天主教教理》——天主教会基督教信仰的官方解释，《十诫》被认为对灵性健康和成长至关重要，并作为社会正义的基础。教会对《十诫》的教导主要基于旧约、新约以及早期教父的著作。
根据《天主教教理》，耶稣在登山宝训中确认其有效性，并将其总结为两条“最大诫命”。这些最大诫命包含了福音的律法，其核心是黄金法则。教理进一步解释道：“福音的律法完成了旧律法的诫命。《登山宝训》并未废除或贬低旧律法的道德规定，而是揭示了其内在的潜能，并从中提出新的要求。”新律法“完善、深化、超越并引领旧律法达到完美”。

#### 路德宗

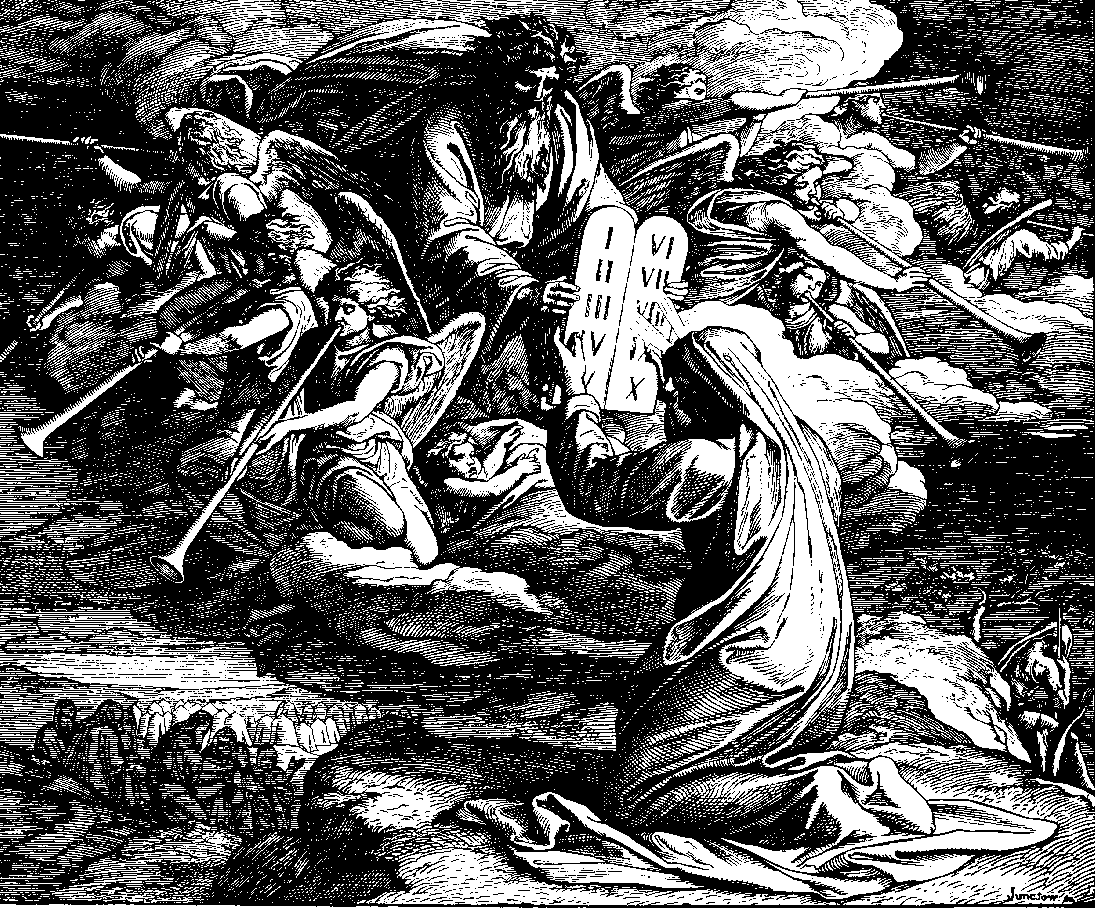
摩西接受《十诫》，1860年木刻版，由朱利叶斯·施诺尔·冯·卡罗尔斯费尔德创作，路德宗信徒

路德宗教会将摩西律法分为三部分：（1）道德律法，（2）民事律法，（3）礼仪律法。其中，《十诫》所包含的道德律法至今仍然有效。
路德宗对《十诫》的划分遵循圣奥古斯丁的传统，其依据当时犹太会堂经师的划分。前三条诫命处理人与神之间的关系，第四至第八条处理人与人之间的公共关系，最后两条则关注私人思想。更多内容可参见《路德小问答》和《路德大问答》。

#### 卫理公会
根据卫理公会运动的创始人约翰·卫斯理的观点，《十诫》中所包含的道德律法是从世界之初就确立的，并铭刻在所有人的心中。卫斯理认为，这些道德律法不仅在旧约中有效，在今天依然适用：
此律法的每一部分必须在所有时代、所有人中有效，其效力不依赖于时间或地点，也不依赖于任何其他可变因素，而是基于神与人的本质，以及他们之间不可改变的关系。（卫斯理《布道集》，第1卷，第25篇）
按照卫理公会的约律神学，“虽然礼仪律法在基督中被废除，整个摩西律法体系在基督显现时结束，但道德律法仍是恩典之约的重要组成部分，以基督为其完成的终点。”因此，在卫理公会中，《十诫》被视为成圣追求的重要部分。

#### 东正教

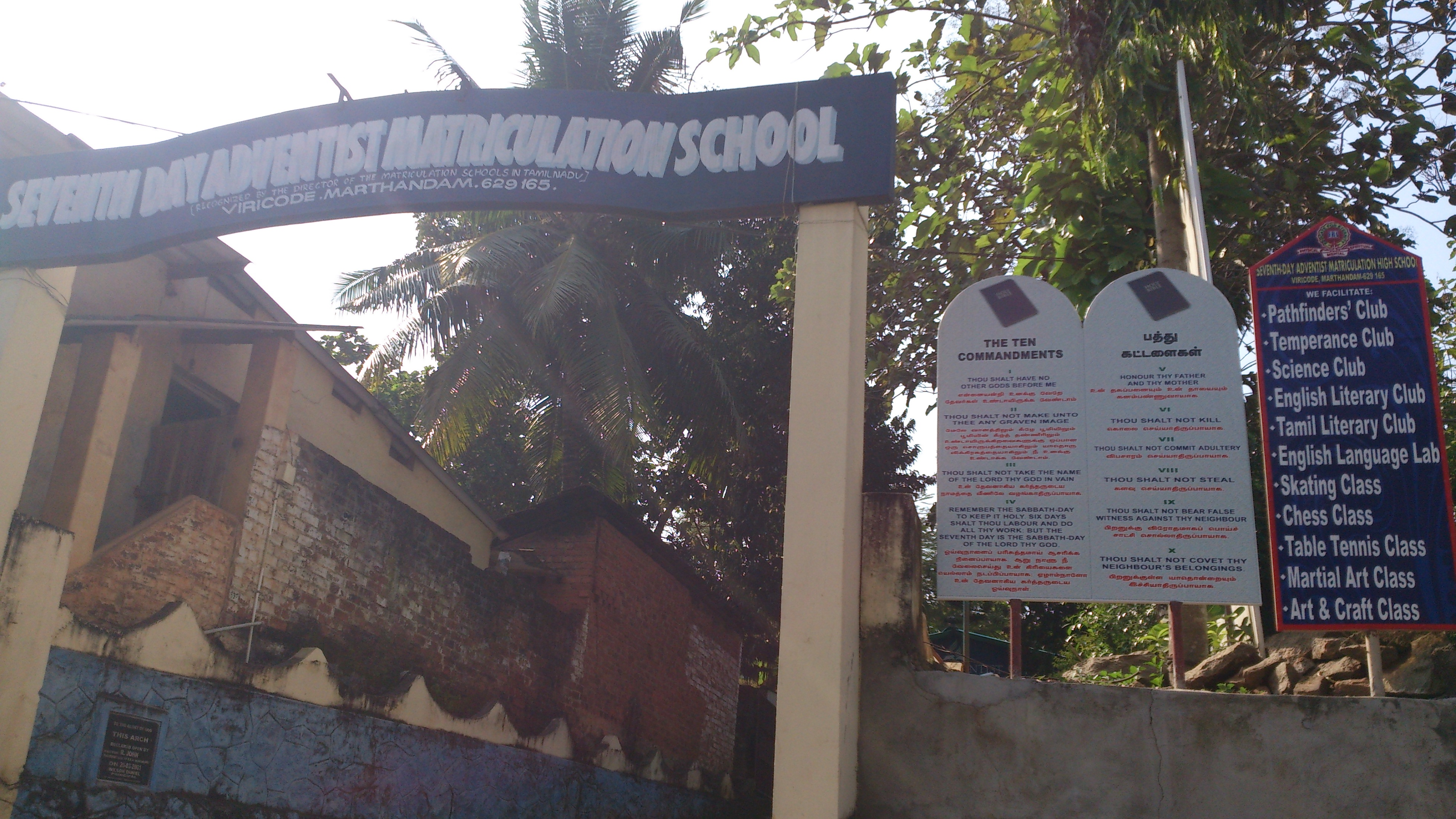
印度的一所基督教学校展示了《十诫》。

东正教教会认为，《十诫》包含了其道德真理的核心内容。忏悔通常以忏悔者朗读《十诫》并回答自己违反了哪些内容开始。

#### 五旬节派
五旬节派基督教认为，《十诫》是神直接颁布的，概括了他对其子民在灵性和道德生活中的绝对要求。他们特别注意到，五旬节庆纪念了神将《十诫》赐给摩西的事件。这一观点被五旬节派教会的多位创始人认可，并传承至现代基督教伦理观，其中五旬节也被视为“律法赐下之日”或犹太教中作为七七节所庆祝的日子。五旬节派认为，《十诫》的赐予与耶稣复活五十天后圣灵降临的事件密切相关，象征着神的律法不再写在石版上，而是写在信徒的心中。五旬节派基督教认为，除《十诫》外，他们不再受旧约中613条诫命或犹太教哈拉卡的约束。

#### 改革宗基督教
改革宗基督教包括大陆改革宗、长老宗、公理宗和改革宗圣公会传统。《海德堡要理问答》在解释律法的第三种用途时教导说，《十诫》中包含的道德律法对基督徒具有约束力，并教导基督徒如何以感恩的态度侍奉神，以回应他对人类救赎的恩典。约翰·加尔文将律法的这种第三用途视为其主要用途。

##### 长老宗
长老宗教会所遵守的《威斯敏斯特信仰告白》主张，《十诫》中包含的道德律法“永远约束所有人，包括已被称义者和其他人，服从其要求”。

#### 分配论
随着分配论的兴起（例如由普利茅斯弟兄会和某些独立浸信会所持有），某些团体认为，耶稣通过他的受难、死亡和复活实现了摩西律法的一切，包括《十诫》，因此这些律法不再适用于他们。另一些团体则仅遵守《新约》中提到的诫命，因此《十诫》并未作为其信仰和敬拜的一部分被遵守。

#### 耶稣基督后期圣徒教会
根据耶稣基督后期圣徒教会（该教会属于后期圣徒运动，被其他多数基督教派视为异端）的教义，耶稣完成了而非废除了摩西律法。《十诫》被视为通往提升所必需的永恒福音原则。它们出现在《摩西亚书》12:34–36，13:15–16，13:21–24和《教义与圣约》中。
根据《摩西亚书》，一位名叫亚比拿第的先知在挪亚王的法庭上传讲《十诫》，并因其正义而殉道。亚比拿第从铜版中得知了《十诫》。
在2011年10月的一次讲话中，该教会的会长兼先知托马斯·S·孟森教导说：“《十诫》就是诫命，而非建议。”此外，他在同一讲话中引用了《十诫》的编号和选择内容。这与其他来源一致，使其与七十士译本的编号最为一致。

### 伊斯兰教

#### 摩西与石版
伊斯兰传统中详细描述了先知穆萨（摩西）接受《十诫》的过程，在《高处章》（《古兰经》第7章142-145节）中记载了摩西与真主在西奈山的会面。石版上刻有真主的诫命，这一揭示被描述如下：
我们在石版上为他（摩西）写下了所有教诲和事物的详细说明（并说）：你要坚决持守这些，并命令你的民众遵循其中的美好。我将向你们展示那些悖逆者的归宿。
石版还在第7章150节中被提及，当时摩西因看到以色列人崇拜金牛犊而愤怒地摔下石版；以及第7章154节中，摩西平息怒火后捡起石版：
当穆萨（摩西）的怒火平息后，他拿起了石版，其上刻有敬畏主者的引导和怜悯。

#### 经典观点
《牲畜章》（《古兰经》第6章151-153节）中的三节经文通常被视为《十诫》的重申或修订版本，或是穆萨最初接收到的内容，或是穆斯林当前应遵守的内容：
151. 你说：“来吧！我要给你们诵读你们的主禁戒你们的事：1不要以任何物与他相配；2善待父母；3不要因贫穷而杀害你们的子女——我供给你们，也供给他们；4不要临近任何明显或隐秘的淫秽行为；5不要在非正当情况下杀害真主禁止杀害的人。这是他命令你们的，以便你们理解。
152. “6不要临近孤儿的财产，除非是改善其状况，直到他（或她）达到完全的力量；7在公平的情况下给足量和足秤。我们不加以任何人超过其能力的担子；8每当你们作证（例如在男人之间作判决或提供证据时），即使涉及近亲，也要说真话；9并履行对真主的约。这是他命令你们的，以便你们记住。
153. “10这（以上经文提到的诫命）就是我的正道，所以你们当遵循它，不要随从（其他）道路，因为这些会使你们远离他的正道。这是他为你们规定的，以便你们成为敬畏者。”
支持这些经文与摩西和《十诫》有关系的证据来自随后的一节经文：
然后，我们把经典赐予穆萨，以完成对行善者的恩惠，详细解释一切事物，并作为引导和怜悯，使他们确信与他们的主相会。
根据《哈基姆的穆斯塔德拉克》中的传述，著名的以色列传说传统讲述者伊本·阿巴斯说：“在《牲畜章》中，有明确的经文，它们是《古兰经》的母本。”然后，他背诵了上述经文。
《穆斯塔德拉克》中还记载了乌巴达·伊本·萨米特的传述：
安拉的使者说：“你们中谁愿意承诺履行这三件事？”
然后，他背诵了（上述）经文（6:151–153）。

他说：“谁履行了（这承诺），他将得到安拉的回报；但如果有人犯错，安拉在今世惩罚了他，那将是他的报应。如果安拉推迟到来世，那么他的事由安拉决定：若安拉愿意，他会惩罚他；若安拉愿意，他会宽恕他。”
伊本·卡西尔在他的《古兰经注释》中提到了阿卜杜拉·伊本·马苏德的传述：
“谁希望阅读安拉的使者在其印章上刻下的遗言，请阅读这些经文（6:151–153）。"
| 顺序     | 《古兰经》中的诫命                       | 牲畜章  | 夜行章    | 对应的《圣经》内容                                                 |
| -------- | ---------------------------------------- | ------- | --------- | ------------------------------------------------------------------ |
| 第一诫命 | 不要与真主同伴其他事物                   | （151） | （22）    | 不可有别的神在我面前                                               |
| 第二诫命 | 尊敬你的父母                             | （151） | （23–24） | 孝敬你的父母                                                       |
| 第三诫命 | 不要因贫穷而杀害你的子女                 | （151） | （26–31） | 不可杀人                                                           |
| 第四诫命 | 不要公开或秘密接近淫秽行为               | （151） | （32）    | 不可贪恋邻舍的妻子，不可奸淫                                       |
| 第五诫命 | 除非出于正当理由，不可杀人               | （151） | （33）    | 不可杀人                                                           |
| 第六诫命 | 不要接近孤儿的财产，除非是为了改善其状况 | （152） | （34）    | 不可贪图邻舍的仆人、牲畜或任何财物                                 |
| 第七诫命 | 公平地秤量与称重                         | （152） | （35）    | 不存在。（《圣经》中“当纪念安息日”的内容在《古兰经》中没有提及。） |
| 第八诫命 | 当作证时，即使涉及亲属，也要秉持公正     | （152） | （36）    | 不可作假见证陷害邻舍                                               |
| 第九诫命 | 履行你与真主的约                         | （152） | （34）    | 不可妄称耶和华你的神的名                                           |
| 第十诫命 | 遵循真主的正道，不要随从其他路径         | （153） | （37–39） | 不可雕刻偶像，也不可跪拜或崇拜它们                                 |

### 解释上的主要差异点

#### 安息日
亚伯拉罕诸教对安息日的遵守方式各有不同。在犹太教中，安息日从周五日落到周六日落。基督教中，有些宗派在周六遵守安息日（如安息日会），有些宗派在周日遵守，还有一些完全不遵守安息日（非安息日主义）。从犹太-罗马战争之后开始，在周日纪念复活日逐渐成为主流基督教的习惯。 在老底嘉会议（公元4世纪）的37–38号教规中，明确表明基督徒不应与犹太人的宗教习俗混杂：“不得接受犹太人或异端的节日馈赠，也不得与他们共同庆祝。”“不得接受犹太人的无酵饼，也不得参与他们的不虔诚之事。”第29号教规特别提到安息日：“基督徒不得效法犹太人安息，不得在安息日休息，而应在主日尊荣主；若有任何人被发现效法犹太人，必被基督咒诅。”

#### 杀戮与谋杀

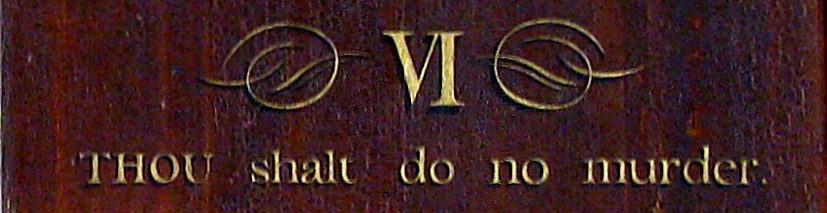
《十诫》中第六条诫命，按1549年《公祷书》翻译。
图片来源于伦敦法律法院附近的圣殿教堂的祭坛屏风。

对于第五/第六条诫命存在多种翻译；希伯来语לא תרצח‬（lo tirtzach）有时被译为“不可杀人”，有时为“不可谋杀”。
此命令的重点是禁止导致血债的不合法杀戮。《希伯来圣经》中有许多禁止非法杀人的律例，但并不禁止战争中的杀戮（如列王纪上 2:5–6），死刑（如利未记 20:9–16）或夜间入室行凶时的自卫杀人（如出埃及记 22:2–3），这些都被视为正当行为。《新约》同样认为谋杀是严重的道德罪恶，并延续了《旧约》中关于血债的观点。

#### 偷窃
德国旧约学者阿尔布雷希特·阿尔特在其著作《十诫中的偷盗禁令》（1953）中提出，《十诫》中译为“不可偷盗”的诫命最初是针对偷窃人口的，即禁止绑架和奴役。这一观点与塔木德对该条诫命的解释一致，将其理解为“不可绑架”（《Sanhedrin》86a）。
然而，阿尔特的观点存在争议，因为《十诫》的经文（《出埃及记》20:12，《申命记》5:16）通常被理解为一般禁止偷窃，而《Sanhedrin》86a的讨论（绑架和奴役）实际上涉及另一段经文：《申命记》24:7，该经文明确提到偷窃人口以进行买卖。

#### 偶像崇拜
犹太教禁止制造或崇拜偶像或神的形象，但对于与神无关的艺术创作或简单描绘并无限制。而在伊斯兰教中，禁令更加严格，不仅禁止描绘神的形象，还在某些情况下禁止描绘穆罕默德、人类，甚至任何生物的形象。

在非正典的《巴拿巴福音》中，据称耶稣曾表示偶像崇拜是最大的罪，因为它完全剥夺了人的信仰，从而远离神。在《巴拿巴福音》中，偶像崇拜不仅包括崇拜木制或石制偶像，还包括“肉体的偶像”。
凡是人热爱并因此舍弃其他一切的事物，便是他的神。比如贪食者和醉酒者的偶像是他们的肉体，淫乱者的偶像是娼妓，贪婪者的偶像是金银，其他罪人的偶像亦是如此。
然而，《巴拿巴福音》并不属于基督教圣经的一部分，其内容主要来自16至17世纪的手稿，且反映了更多伊斯兰教而非基督教的观点。
东正教传统认为，虽然对神（圣父）的形象仍然禁止描绘，但可以允许描绘耶稣作为神道成肉身的形象。为了强调道成肉身的神学重要性，东正教会鼓励在教堂和私人祷告中使用图像（圣像），但更倾向于使用二维图像。在现代使用中（通常受罗马天主教的影响），偶尔也会在东正教教堂中出现更多自然主义风格的图像以及圣父的描绘，但三维雕像仍然被禁止。

#### 通奸
此诫命禁止以色列男子与其他以色列人的妻子发生性关系；但对与自己的奴隶发生性关系并无禁令。若一名以色列男子，无论已婚与否，与一名未婚或未订婚的女子发生性关系，这并不被视为通奸。这种通奸观念源于非严格一夫一妻制的社会背景，在这种社会中，以色列婚姻的父权经济结构赋予丈夫对妻子的独占权，而作为丈夫财产的妻子并没有对丈夫的独占权。
路易斯·金茨伯格认为，第十诫（“不可贪恋邻舍的妻”）针对一种可能导致违反所有十条诫命的罪恶。

## 批判性历史分析

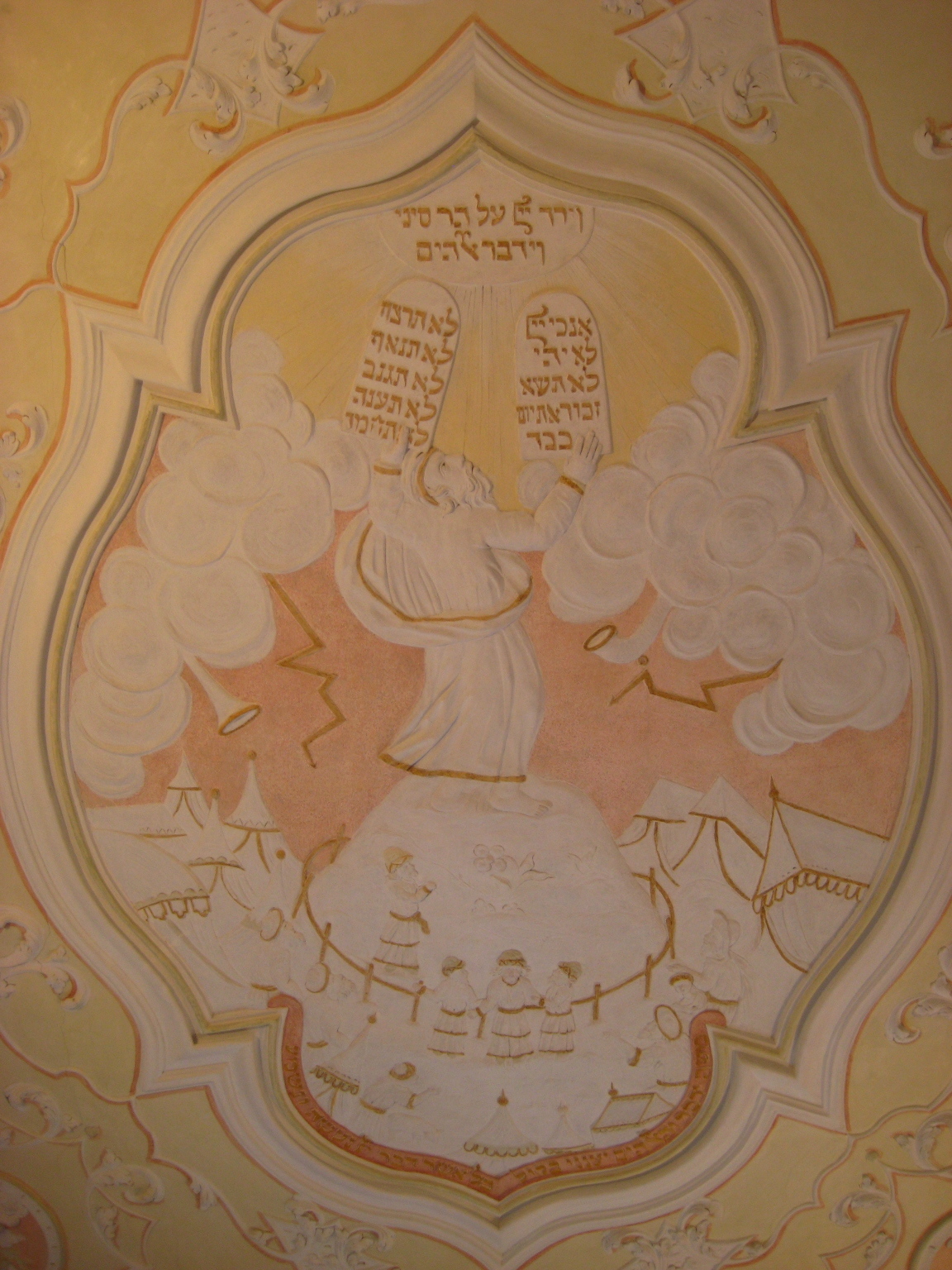
18世纪对摩西接受法版的描绘（蒙海姆市政厅）

### 早期理论
关于《十诫》文本的解读，批判性学术界存在分歧。
尤利乌斯·威豪森在其文献假说（1883）中提出，《出埃及记》20–23章和34章“可能被视为以色列宗教历史的起点文件”。《申命记》第5章则反映了约西亚王试图将其宫廷制作的文件与更古老的摩西传统相联系。
2002年，伯纳德·M·莱文森分析了这种观点的历史，他认为这种重构假设了基督教的视角，其历史可以追溯到约翰·沃尔夫冈·冯·歌德对犹太教的论战。歌德认为，宗教从更仪式化向更伦理化发展，因此他主张摩西在西奈山接受的《十诫》会强调仪式，而基督教教会中背诵的“伦理”《十诫》则是在更晚的时代创作的，当时以色列先知已开始预言弥赛亚的到来。莱文森指出，无论是希伯来圣经内部还是外部来源，都没有证据支持这一推测。他认为，这种理论在后来的批判历史学家中流行，是基督教优于犹太教这一思想的延续，这种思想认为宗教从仪式走向伦理是一种历史进步的体现。

### 20世纪讨论
到20世纪30年代，尽管多作者理论的基本前提仍被接受，但历史学家已不再认为以色列宗教是按顺序演变的。批评者转而认为法律和仪式在不同时间可能具有同等重要性，但形式不同。这意味着不再有先验理由认为《出埃及记》20:2–17和《出埃及记》34:10–28是在以色列历史的不同阶段创作的。
根据约翰·布赖特的说法，《十诫》与《盟约之书》（《出埃及记》21–23章和34:10–24）之间存在重要区别。他认为，《十诫》以赫梯（以及其他美索不达米亚帝国）的宗主国条约为模型，将神与以色列的关系比作君主与附庸的关系，并确立了这种联系。
“赫梯条约的序言提醒其附庸他所施行的恩惠……（可比较《出埃及记》20:2：‘我是Lord你的神，曾将你从埃及地为奴之家领出来’）。赫梯条约还规定了统治者对其附庸的义务，包括禁止与帝国外部民族交往或内部之间敌对。”（《出埃及记》20:3：“除我以外，你不可有别的神”）。若将其视为条约而非法律，其目的更多是界定君主的权力范围，而非规范人类事务。
朱利叶斯·摩根斯坦认为《出埃及记》第34章与雅威文献不同，他将其与亚撒王在公元前899年的改革联系起来。而布赖特认为，这一文本与《十诫》一样，其起源可以追溯到部落联盟时期。他指出，《盟约之书》与美索不达米亚法律法规（如刻在石碑上的《汉谟拉比法典》）更为相似。他认为，该“书”的功能是从条约领域向法律领域过渡：“《盟约之书》（出埃及记21–23章；参34章），这并非官方国家法律，而是描述了士师时代以色列规范的司法程序，是这一过程的最佳例子。”根据布赖特的观点，这一法律体系也早于以色列君主制的建立。
根据考夫曼的观点，《十诫》和《盟约之书》代表了神在以色列显现的两种方式：《十诫》以存放在约柜中的石版这一古老而物质的形式呈现，而《盟约之书》则以口头形式呈现，以供民众诵读。

### 21世纪学术研究
学者们对《十诫》的写作时间和作者存在分歧。一些现代学者认为，《十诫》可能以赫梯和美索不达米亚的法律与条约为模型。
迈克尔·库根（Michael Coogan）指出，《十诫》的三个版本之间“存在显著差异......表明其文本在古代以色列并未固定”。
考古学家以色列·芬克尔斯坦（Israel Finkelstein）和尼尔·阿舍·西尔伯曼（Neil Asher Silberman）认为，“这部令人惊叹的文本大约在公元前7世纪汇编完成”。大卫·H·亚伦（David H. Aaron）提出了更晚的日期（公元前586年之后）。他在其著作中认为，“这些文献可能在圣经文学史的后期，即以色列民族自我定义发展的补充阶段，才被写成”。
圣经学者蒂莫西·S·霍格（Timothy S. Hogue）认为，《出埃及记》中《十诫》的版本起源于北方的以色列王国（撒玛利亚），时间约为公元前9至8世纪。他根据该时期的卢维文文本以及《十诫》中提到的玛西波（masseboth，宗教石柱）得出了这一结论，这些石柱在希西家和约西亚的宗教改革中被摧毁。
根据《申命记》的记载，这些石版被安放在约柜中。托马斯·勒默尔（Thomas Römer）在2015年指出，“显然……法版是其他事物的替代品”。他认为，“原始的约柜中包含一尊崇拜物（cult image）的雕像，[即象征耶和华的雕像]”，并且该雕像在约西亚时期被带入耶路撒冷圣殿”。:3, 9 他具体指出，这可能是“两块圣石（betyles），或者象征耶和华及其女性伴侣亚舍拉的两尊雕像，或仅象征耶和华的雕像”。

### 《仪式十诫》

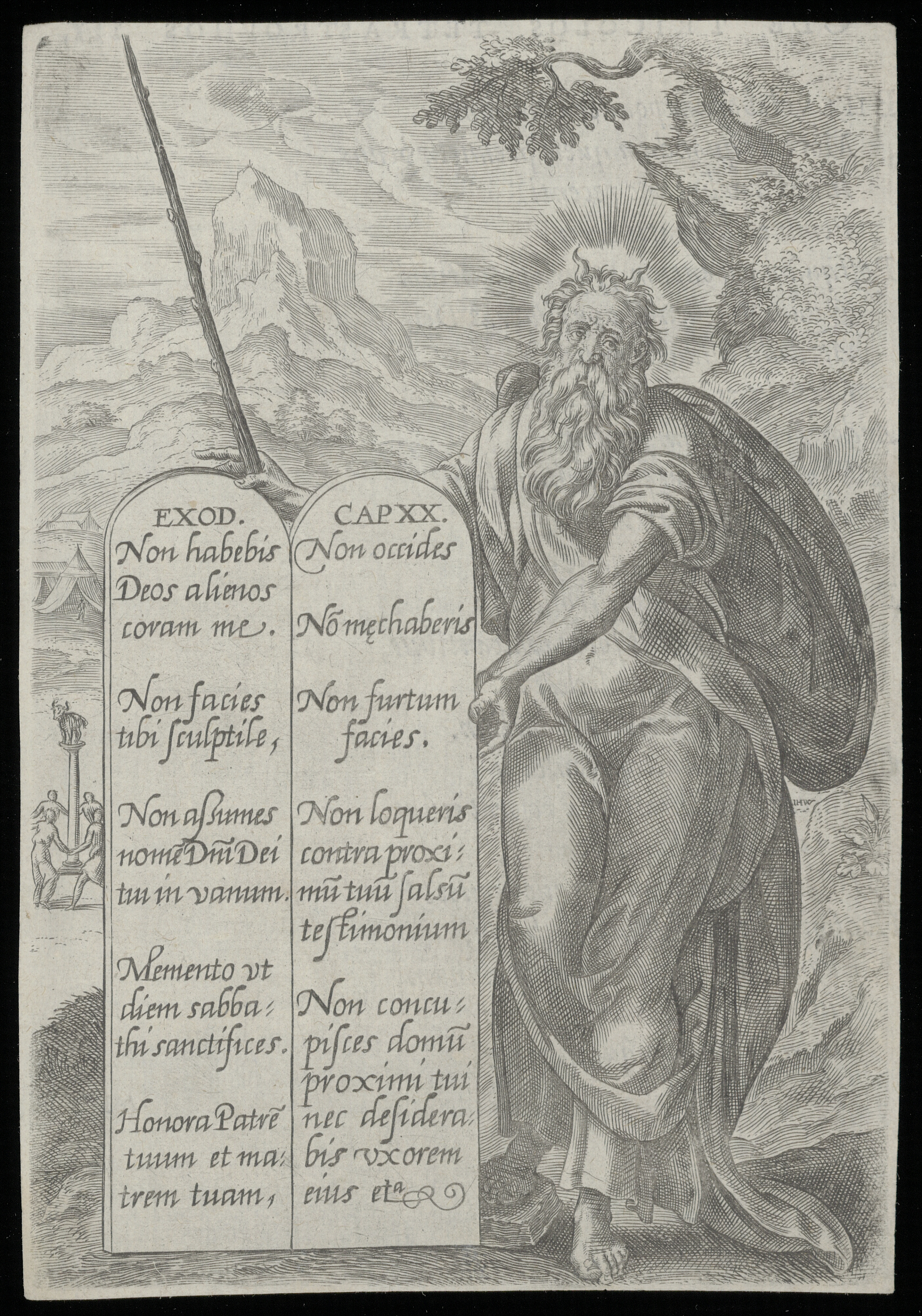
摩西展示《十诫》的版画，创作于16世纪末

《出埃及记》34:28将《出埃及记》34:11–27的内容认定为《十诫》。由于这一段落没有禁止谋杀、通奸、偷窃等行为，而是处理如何正确敬拜耶和华的问题，一些学者称之为《仪式十诫》（Ritual Decalogue），并将传统理解中的《十诫》区分为《伦理十诫》（Ethical Decalogue）。
文献假说将《仪式十诫》认定为雅威文献的作品，起源于犹大王国；而《盟约之书》则属于以色列王国（撒玛利亚）的埃洛希姆文献。这一假说未解答两者的关联，只是表明《仪式十诫》在犹大传播，而《盟约之书》则流传于以色列。它部分解释了《仪式十诫》与《伦理十诫》的关系，以及为何摩西上山第二次刻写法版时，所书内容是《仪式十诫》而非《伦理十诫》。
理查德·埃利奥特·弗里德曼认为，《出埃及记》20:1–17中的《十诫》“似乎不属于任何主要文献来源，而更可能是一份独立文件，被编者插入此处”。他认为，《盟约之书》继承了以色列北方埃洛希姆文献中版本的《十诫》。在《出埃及记》34章的雅威文献中，编者（通常被称为RJE）加入了解释，称这些是替代被摔碎的早期法版的内容。“在结合的JE文本中，直接描绘神命令摩西制作一些法版（仿佛没有历史背景）是不合适的，因此RJE加入了解释。”他提出，雅威文献与埃洛希姆文献版本的差异反映了祭司权力斗争的结果。“作者让摩西摔碎法版，因为这对犹大中央宗教圣所提出了质疑。”

## 政治重要性
根据一些学者的观点，《十诫》的某些解释在当时社会中可能存在问题，例如亵渎神明、偶像崇拜、叛教、通奸、诅咒父母和违反安息日的行为可能导致死刑。
1846年的加利西亚大屠杀，由奥地利加利西亚的贫困农民（农奴）对波兰贵族施拉赫塔发动，针对他们的压迫行为（例如庄园监狱）。民间传言称奥地利帝国皇帝废除了《十诫》，农民因此视之为屠杀贵族的宗教许可与正当理由。这场起义被认为促使了1848年废除加利西亚的农奴制和徭役劳动。

### 美国公共场所展示《十诫》的争议

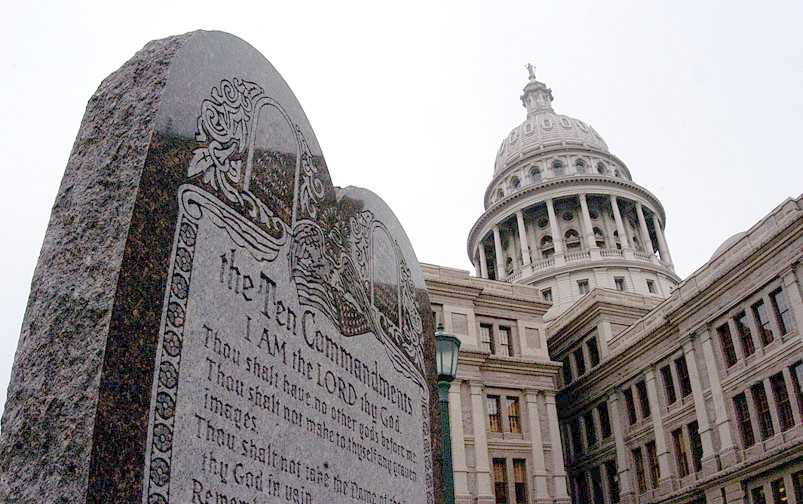
《十诫》纪念碑，位于德克萨斯州议会大厦 (奥斯汀)

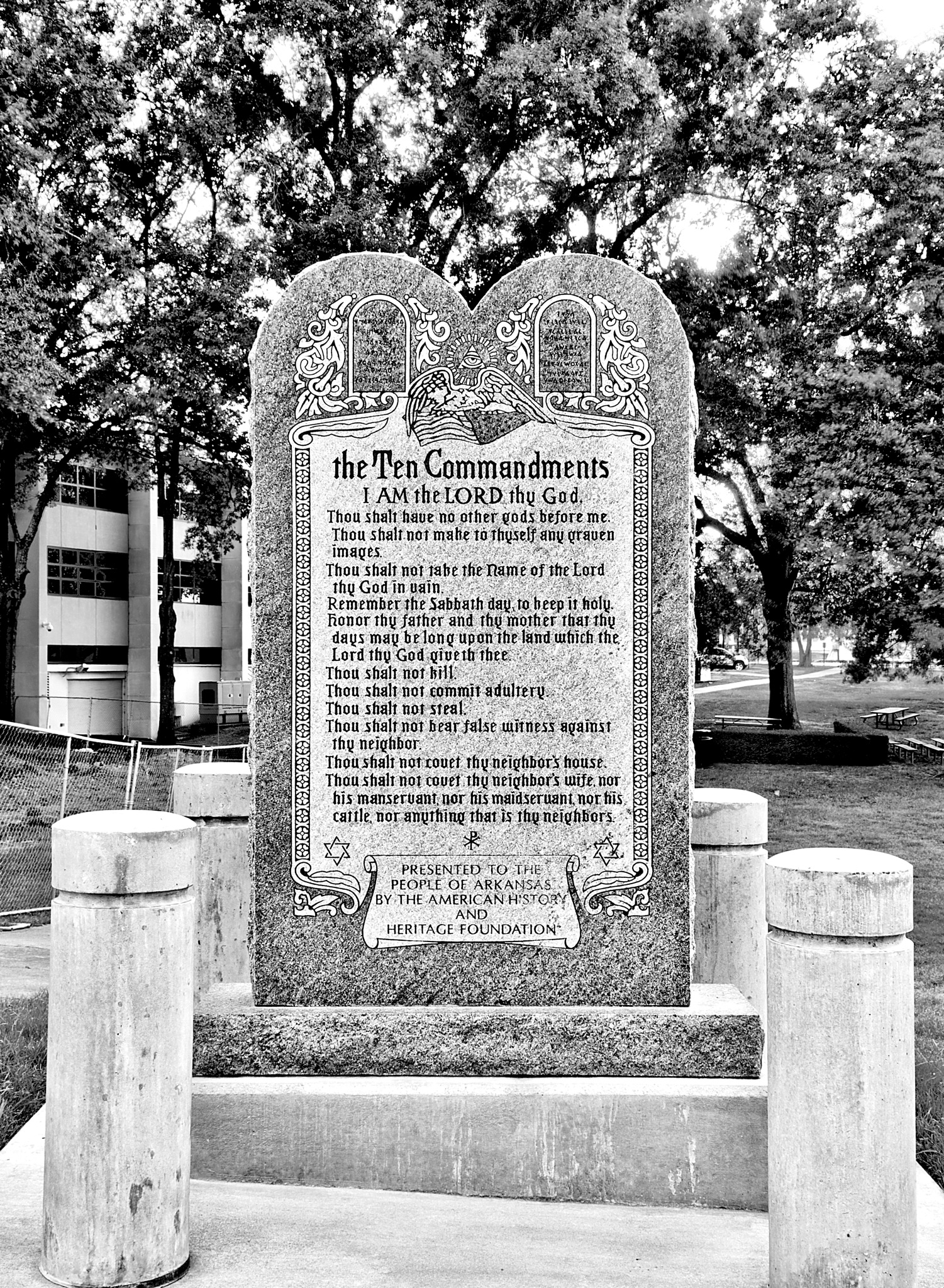
阿肯色州议会大厦的十诫纪念碑

在欧洲宗教改革后，许多新教徒用《十诫》牌匾取代了教堂中的某些视觉艺术。在英国，这些“十诫板”也象征着英国君主在教堂内强调王法的统治。在美国，《宪法》禁止通过法律确立宗教，但在美国最高法院大楼的北侧和南侧山墙上雕刻着摩西手持《十诫》的图像，与所罗门、孔子、穆罕默德手持《古兰经》的形象一起出现。《十诫》的形象长期以来成为宗教与国家法律关系的争议象征。
在20世纪50年代和60年代，鹰社（Fraternal Order of Eagles）在法院和学校房间放置了数以千计的《十诫》展示物，包括许多法院物业上的石碑。为避免因编号而反映出宗派立场，鹰社开发了一种未编号的版本，类似于德克萨斯州议会大厦的纪念碑。数百座纪念碑也是电影导演塞西尔·B·德米尔的宣传噱头，为推广其1956年电影《十诫》而设立。在20世纪中期美国，《十诫》牌匾和纪念碑的安置是美国市民宗教表达的一部分，与向国旗宣誓中增加“在上帝之下”的短语具有类似意义。
然而，到21世纪初，政府场所的《十诫》纪念碑和牌匾成为宗教及政治自由派和保守派之间的法律争议焦点。美国公民自由联盟 (ACLU) 和 美国联合分离教会与国家组织等组织提起诉讼，挑战在公共建筑中展示《十诫》的行为。ACLU得到了多个宗教团体的支持，例如美国长老会 (U.S.A.)和美国犹太大会。

#### 在公立学校
1980年，美国最高法院在斯通诉格雷厄姆案中裁定，一项要求在肯塔基州所有公共教室墙上张贴《十诫》的法律违宪，原因是该法律缺乏非宗教性的立法目的。
2023年，德克萨斯州共和党政客菲尔·金 (Phil King) 提出参议院法案第1515号 (SB 1515)，要求在德克萨斯州所有公立学校教室展示《十诫》。该法案最终在州众议院未进行表决的情况下失效。
2024年6月19日，路易斯安那州州长杰夫·兰德里签署了众议院法案71号 (HB71)，该法案要求在每间公立学校教室展示《十诫》。该法案还允许额外展示《五月花公约》、独立宣言或西北条例。州长兰德里表示，《十诫》“不仅具有宗教意义，还具有历史意义”。法案中的文本包括短语“不可为自己雕刻偶像”，表明它来自鹰社-德米尔宣传活动的版本，而非传统《圣经》。一些家长对此提起诉讼。2024年11月12日，美国联邦法官约翰·W·德格拉维尔裁定该法律“表面上违反宪法”，并颁布了临时禁令。11月15日，美国第五巡回上诉法院批准了路易斯安那州的紧急中止动议，将裁决的适用范围限制在五个教区，这些教区的学校董事会是案件中的被告。

## 文化参考
两部以《十诫》为题的著名电影均由塞西尔·B·德米尔执导：一部是由西奥多·罗伯茨饰演摩西的1923年默片，另一部是用VistaVision拍摄、由查尔顿·赫斯顿饰演摩西的1956年版本。
波兰导演克日什托夫·基耶斯洛夫斯基1989年的电影系列《十诫》和2007年的美国电影《十个诫命》均以《十诫》为结构，讲述了10个小故事。
其他与《十诫》相关的媒体包括2000年的音乐剧《十诫》、2004年的音乐剧《十诫：音乐剧》、2006年的迷你剧《十诫》、2007年的电影《十诫》、2010年的电影《我是》和2016年的电影《十诫》。
在梅尔·布鲁克斯1981年的电影《世界的历史：第一部》中，《十诫》的接收被进行了讽刺。电影中，摩西（由布鲁克斯饰演，服装类似于查尔顿·赫斯顿在1956年电影中的造型）接收到三块写有十五条诫命的石板，但在向人们展示前，他不小心摔坏了一块石板，于是向众人宣布了剩下的“十条诫命”。

### 註腳
1. ↑  出埃及記 24:12
2. ↑  出埃及記 32:1–19
3. ↑  申命記 10:2–5；出埃及記 40:20；列王紀上 8:9
4. ↑  . 大英百科全书.   [2021-02-03]. （原始内容存档于2015-07-02） （中文）.
5. ↑  Barmash, Pamela (编). . . 牛津大学出版社. 2019: 135–155. ISBN 978-0-19-939266-7.
6. ↑  . studybible.info.   [2021-03-14]. （原始内容存档于2014-04-20）.
7. ↑  Rooker, Mark. . 纳什维尔, 田纳西: B&H出版集团. 2010: 3. ISBN 978-0-8054-4716-3. 十诫字面意思是希伯来语中的“十言”。
8. ↑  Harper, Douglas. . Online Etymology Dictionary.   [2023-03-29].
9. ↑  当神以小型大写字母显示时，通常表示所谓的四字神名，即希腊语用语，指代希伯来语中表示神圣名字的四个字母YHWH。这通常在现代译本的前言中说明。例如，参见Crossway Bibles. . . 惠顿: Crossway. 2011年12月28日: IX  [2012年11月19日]. ISBN 978-1-4335-3087-6. （原始内容存档于2013年6月12日）.
10. ↑  申命记 4:13, 5:22
11. ↑  Somer, Benjamin D. 《启示与权威：犹太经文与传统中的西奈山》（锚点耶鲁圣经参考丛书）。第40页。
12. ↑  出埃及记 20:21
13. ↑  出埃及记 21–23
14. ↑  出埃及记 24:7
15. ↑  出埃及记 24:1,9
16. ↑  出埃及记 24:1–11
17. ↑  出埃及记 24:16–18
18. ↑  申命记 9:10
19. ↑  出埃及记 32:1–5
20. ↑  出埃及记 32:6–8
21. ↑  出埃及记 32:19
22. ↑  出埃及记 34:1
23. ↑  申命记 10:4
24. ↑  申命记 4:10–13, 申命记 5:22, 申命记 9:17, 申命记 10:1–5
25. ↑  《马所拉文本》参见出埃及记 20
26. ↑  .   [2020年8月31日]. （原始内容存档于2025年3月4日）.
27. ↑  出埃及记 20:1–17
28. ↑  申命记 5:4–21
29. ↑  Chan, Yiu Sing Lúcás. . 兰瑟姆，马萨诸塞州: Rowman & Littlefield. 2012: 38, 241  [2015年12月20日]. ISBN 9781442215542. （原始内容存档于2016年4月24日）.
30. 1 2  Daniel I. Block. . Greenman, Jeffrey P.; Larsen, Timothy  (编). . 威斯敏斯特约翰·诺克斯出版社. 2012: 1–27. ISBN 978-0-664-23490-4.
31. 1 2  我是耶和华你的神，曾将你从埃及地为奴之家领出来。
32. 1 2  除我以外，你不可有别的神。
33. 1 2  不可为自己雕刻偶像，也不可做什么形象，无论是上天、下地或地底下水中的任何形象。不可跪拜这些物，也不可侍奉它们；因为我，耶和华你的神，是忌邪的神，必追讨那恨我的人的罪，自父及子，直到三四代；但向爱我、守我诫命的人施慈爱，直到千代。
34. 1 2  不可妄称耶和华你神的名，因为妄称耶和华名的，耶和华必不以他为无罪。
35. ↑  当记念安息日，守为圣日。六日要劳碌作你一切的工，但第七日是向耶和华你神当守的安息日。这一日，你和你的儿女、仆婢、牲畜，以及你城里寄居的客旅，无论何工都不可作。因为六日之内，耶和华造天、地、海和其中的万物，第七日便安息；所以耶和华赐福与安息日，定为圣日。
36. ↑  你要谨守安息日，照耶和华你神所吩咐你的。六日要劳碌作你一切的工，但第七日是向耶和华你神当守的安息日。这一日，你和你的儿女、仆婢、牛驴，牲畜，以及你城里寄居的客旅，无论何工都不可作，使你的仆婢可以和你一样得安息。你也要记念你在埃及地作过奴仆，耶和华你神用大能的手和伸出来的膀臂将你从那里领出来。因此，耶和华你的神吩咐你守安息日。
37. ↑  当孝敬父母，使你的日子在耶和华你神所赐你的地上得以长久。
38. ↑  当孝敬你的父母，照耶和华你神所吩咐你的，使你得福，并使你的日子在耶和华你神所赐你的地上得以长久。
39. 1 2  不可杀人。
40. 1 2  不可奸淫。
41. 1 2  不可偷盗。
42. 1 2  不可作假见证陷害人。
43. 1 2  不可贪恋人的房屋。
44. 1 2  你们过约旦河后要在基利心山设立这些石头。
45. ↑  斐洛. .
46. ↑  Fincham, Kenneth; Lake, Peter (编). . 英国萨福克郡: The Boydell Press. 2006: 42. ISBN 1-84383-253-4.
47. 1 2  路德大问答 的存檔，存档日期2013年11月5日，.
48. ↑  . cfdlc.hkcccl.org.hk.   [2025-07-29].
49. ↑  Herbert Huffmon，《十诫的基础性代码示例：第三条诫命》，收入《十诫：信实的互惠性》，编者：William P. Brown，第205-212页 的存檔，存档日期2016年6月23日，.. 威斯敏斯特约翰·诺克斯出版社（2004年）。ISBN 0-664-22323-0
50. ↑  Patrick D. Miller. . 长老会出版社. 2009: 4–12  [2015年12月20日]. ISBN 978-0-664-23055-5. （原始内容存档于2016年5月12日）.
51. 1 2 3  盖尔·R·欧戴与大卫·L·彼得森，《神学圣经注释》，第34页 的存檔，存档日期2016年6月16日，.，威斯敏斯特约翰·诺克斯出版社（2009年）。ISBN 0-664-22711-2
52. ↑  Norman Solomon，《犹太教》，第17页 的存檔，存档日期2016年6月3日，.. Sterling Publishing Company（2009年） ISBN 1-4027-6884-2
53. ↑  Wayne D. Dosick，《活的犹太教：犹太信仰、传统与实践的完整指南》，第31–33页 的存檔，存档日期2016年4月26日，.. HarperCollins（1995年）。 ISBN 0-06-062179-6 “虽然有603条妥拉诫命，但在颁布这十条时，神以其对人性的深刻洞察，确立了一种普世而永恒的行为准则。”
54. ↑  . www.earlyjewishwritings.com.   [2019年8月2日]. （原始内容存档于2019年8月9日）.
55. ↑  . www.earlyjewishwritings.com: XXXII. (168).   [2019年8月2日]. （原始内容存档于2019年7月21日）.

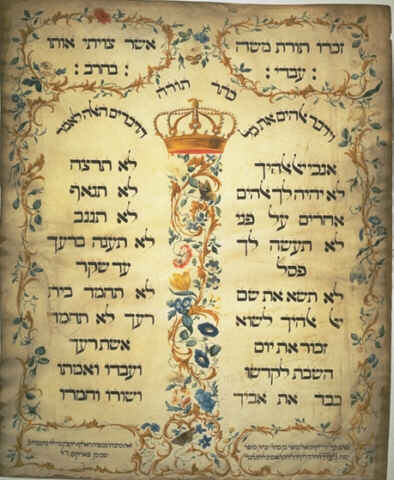
一幅「1768年」制作的犹太教十诫书卷。

56. ↑  אלכסנדר קליין, ייחודם של עשרת הדיברות 的存檔，存档日期2020年8月7日，.
57. ↑  Ginzberg, Louis, 《犹太人的传说》，卷三：十诫的统一性 的存檔，存档日期2018年8月7日，.，（由Henrietta Szold翻译），约翰·霍普金斯大学出版社：1998年，ISBN 0-8018-5890-9
58. ↑  塔木德《马科特》1:10
59. ↑  拉比以实玛利. 霍洛维茨-拉宾 , 编. . : 233，章节“de–ba–Hodesh”，5.
60. ↑  Margaliot, Dr. Meshulam. . 巴伊兰大学. 2004年7月  [2006年9月20日]. （原始内容存档于2006年4月26日）.
61. ↑  出埃及记 32:15
62. ↑  《巴比伦塔木德》，《安息日》卷，第104a页。
63. ↑  《耶路撒冷塔木德》，《祝福》卷，第1章，第3c页。参见Rabbi David Golinkin, 《《十诫》的历史变化》 的存檔，存档日期2009年6月15日，.
64. ↑  《塔木德》，《祝福》卷，第12a页。参见.   [2025年1月1日]. 原始内容存档于2018年6月12日.
65. 1 2 3  Simon Glustrom，《犹太教的神话与现实》，第113–114页。贝尔曼出版社（1989年）。ISBN 0-87441-479-2
66. ↑  . www.sefaria.org.   [2024年6月20日]. （原始内容存档于2024年6月20日）.
67. ↑  . www.sefaria.org.   [2024年6月20日]. （原始内容存档于2024年6月20日）.
68. ↑  . www.sefaria.org.   [2024年6月20日]. （原始内容存档于2025年2月26日）.
69. ↑  . www.sefaria.org.   [2024年6月20日]. （原始内容存档于2024年6月20日）.
70. ↑  《约特罗》5772篇讲解 的存檔，存档日期2015年5月24日，.
71. ↑  Gaster, Moses. . 《撒玛利亚人：他们的历史、教义与文献》. 施韦希讲座. 1923  [2011年8月26日]. （原始内容存档于2011年7月27日）.
72. ↑  Braaten, Carl E.; Seitz, Christopher. . . 密歇根州大急流城: William B. Eerdmans. 2005: x  [2017年9月15日]. （原始内容存档于2017年7月8日）.
73. ↑  Roberts, Alexander.  VII. Cosimo, Inc. 2007: 413. ISBN 978-1602064829 （英语）.
74. ↑  Turner, Philip. . Braaten, Carl E.; Seitz, Christopher  (编). . 密歇根州大急流城: William B. Eerdmans. 2005: 3  [2017年9月15日]. （原始内容存档于2017年7月8日）.
75. ↑  Heiser, Michael. . Lexham Press. 2015. ISBN 978-1577995395.
76. 1 2  Timothy Sedgwick，《基督徒道德生活：虔诚的实践》，第9–20页 的存檔，存档日期2016年5月5日，.. Church Publishing（2008年）。 ISBN 1-59627-100-0
77. ↑  Neal, Daniel. . Harper. 1843: 3.
78. ↑  . 《大英百科全书》.   [2021-03-13]. （原始内容存档于2025-01-23）.
79. ↑  Schreiner, Thomas. . The Gospel Coalition. 2018年11月  [2021-03-13]. （原始内容存档于2025-01-19）.
80. ↑   (PDF).   [2025-01-01]. （原始内容存档 (PDF)于2025-01-19）.
81. 1 2  Jan Kreeft, 《天主教基督教：基于天主教教理的完整教理》, 第5章. Ignatius出版社（2001年）。 ISBN 0-89870-798-6
82. ↑  Kreeft, Peter. . Ignatius出版社. 2001. ISBN 0-89870-798-6. pp. 201–203 (Google预览第201页)
83. ↑  Carmody, Timothy R. . Paulist Press. 2004. ISBN 978-0-8091-4189-0. p. 82
84. ↑  段落2052–2074. . 梵蒂冈图书出版社. 1994  [2009-06-08]. （原始内容存档于2009-02-26）.
85. ↑  段落1970. . 梵蒂冈图书出版社. 1994  [2021-06-07]. （原始内容存档于2009-02-26）.
86. ↑  段落1967–1968. . 梵蒂冈图书出版社. 1994  [2021-06-07]. （原始内容存档于2009-02-26）.
87. 1 2  . 威斯康星福音路德教会. 2015年3月9日  [2024年12月1日]. （原始内容存档于2024年12月4日） （英语）.
88. ↑  《路德小问答》 的存檔，存档日期2011年9月27日，.（1529年）
89. 1 2  Rodes, Stanley J. . James Clarke & Co. 2014: 69. ISBN 978-0227902202 （英语）.
90. 1 2  . George B. Utter. 1913: 422 （英语）. 道德律法包含在《十诫》中，并由先知强化。基督并未废除其中的任何一部分。这是一条永不可废止的律法，像天上的忠实见证人一样永存。
91. ↑  Campbell, Ted A. . Abingdon Press. 2011: 40, 68–69. ISBN 978-1426753473 （英语）.
92. ↑  Sebastian Dabovich, 《在俄罗斯教会中的布道》, 第65页，Cubery出版社（1899年）。
93. ↑  Alexander Hugh Hore, 《东正教的十八世纪》, 第36页，J. Parker and Co.（1899年）。
94. ↑  . Bible Gateway.   [2023年6月24日]. （原始内容存档于2024年11月27日）.
95. ↑  . Bible Gateway.   [2023年6月24日]. （原始内容存档于2024年11月29日）.
96. 1 2  . 正统长老教会. 2018  [2018年6月1日]. （原始内容存档于2018年6月12日） （英语）.
97. ↑  .   [2017年6月23日]. （原始内容存档于2016年3月3日） （英语）.
98. ↑  . Timberland Drive.   [2023年6月24日]. （原始内容存档于2025年1月15日）.
99. ↑  . NeverThirsty.   [2023年6月24日]. （原始内容存档于2025年1月14日） （英语）.
100. ↑  Thomas F. Olmstead. . 《旗标》. 耶稣基督后期圣徒教会: 46.   [2013年11月28日]. （原始内容存档于2019年6月20日）.
101. 1 2  . 福音资料库. 耶稣基督后期圣徒教会.   [2013年11月28日]. （原始内容存档于2019年7月17日）.
102. ↑  . 耶稣基督后期圣徒教会.   [2018年4月5日]. （原始内容存档于2021年6月22日）.
103. ↑  . 耶稣基督后期圣徒教会.   [2018年4月5日]. （原始内容存档于2021年6月22日）.
104. ↑  . 耶稣基督后期圣徒教会.   [2018年4月5日].
105. ↑  Lew W. Cramer. . Daniel H. Ludlow  (编). . 纽约: Macmillan: 5–7. 1992  [2013年11月28日]. （原始内容存档于2013年11月13日）.
106. ↑  《摩西亚书》13:11–26：《十诫》 的存檔，存档日期2013年12月3日，.
107. ↑  托马斯·S·孟森. . 耶稣基督后期圣徒教会.   [2016年1月20日]. （原始内容存档于2019年8月28日）.
108. ↑  达林·H·奥克斯. . 耶稣基督后期圣徒教会.   [2019年8月5日].
109. ↑  《先知的故事》，伊本·卡西尔
110. ↑  《高贵的古兰经》，穆赫辛·汗和塔基丁·希拉利译，第7章145节
111. ↑  《高贵的古兰经》，穆赫辛·汗和塔基丁·希拉利译，第7章154节
112. 1 2 3 4  《伊本·卡西尔注释》 的存檔，存档日期2013年4月4日，.
113. ↑  "在古兰经中，《十诫》被讨论于《牲畜章》第6章151-153节：" 希拉里·汤普森; 爱德华·F·达菲; 埃琳·道森. . 西蒙与舒斯特. 2017年11月7日: 43–. ISBN 978-1-5072-0487-0.
114. ↑  侯赛因·纳吉布. . 侯赛因·M·纳吉布. 2014. ISBN 978-0-615-99559-5.
115. ↑  经文的编号以粗体标注，而诫命的编号以上标表示。
116. ↑  《高贵的古兰经》，穆赫辛·汗和塔基丁·希拉利译，第6章151-153节
117. ↑  《高贵的古兰经》，穆赫辛·汗和塔基丁·希拉利译，第6章154节
118. 1 2  《老底嘉会议》（公元4世纪） 的存檔，存档日期2006年6月15日，. – New Advent
119. ↑  出埃及记 20:13 的存檔，存档日期2011年10月21日，. 多种版本及语言。
120. ↑  犹太虚拟图书馆：血债 的存檔，存档日期2015年9月10日，.
121. ↑  马太福音5:21, 马太福音15:19, 马太福音19:19, 马太福音22:7, 马可福音10:19, 路加福音18:20, 罗马书13:9, 提摩太前书1:9, 雅各书2:11, 启示录21:8
122. ↑  马太福音23:30–35, 马太福音27:4, 路加福音11:50–51, 罗马书3:15, 启示录6:10, 启示录18:24
123. ↑  第32章：肉体的偶像 的存檔，存档日期2018年1月15日，. 《巴拿巴福音》
124. ↑  《巴拿巴福音》第33章 《Latrobe Edu》
125. ↑  Cirillo, Luigi; Fremaux, Michel. . Beauchesne. 1977.
126. 1 2  亚历山大·休·霍尔，《东正教会的十八世纪》，J. Parker and Co. (1899)。第353页
127. 1 2  Collins, R. F. (1992). "Ten Commandments." In D. N. Freedman (Ed.), The Anchor Yale Bible Dictionary (Vol. 6, p. 386). New York: Doubleday
128. ↑  Tigay, Jeffrey Howard. . Skolnik, Fred; Berenbaum, Michael; Thomson Gale (Firm)  (编).  1 2nd. 2007: 424  [29 November 2019]. ISBN 978-0-02-866097-4. OCLC 123527471. （原始内容存档于2020-02-03）. adultery constituted a violation of the husband’s exclusive right to her
129. ↑  Ginzberg, Louis, 《犹太传说》，第三卷：在西奈揭示的其他诫命 的存檔，存档日期2018年8月7日，.
130. ↑  Julius Wellhausen, 1973, Prolegomena to the History of Israel, Glouster, MA: Peter Smith, p. 392.
131. ↑  Levinson, Bernard M. (July 2002). "Goethe's Analysis of Exodus 34 and Its Influence on Julius Wellhausen: the Pfropfung of the Documentary Hypothesis". Zeitschrift für die Alttestamentliche Wissenschaft 114 (2): 212–223.
132. ↑  John Bright, 1972, pp. 146–147 4th ed. pp. 150–151 的存檔，存档日期28 April 2016.
133. ↑  Cornfeld, Gaalyahu Ed. Pictorial Biblical Encyclopedia. MacMillan, 1964, p. 237.
134. ↑  John Bright, 1972, p. 165 4th ed. pp. 169–170 的存檔，存档日期28 April 2016.
135. ↑  Morgenstern, Julius,  IV, HUAC, 1927
136. ↑  Bright, John, 2000, A History of Israel, 4th ed., p. 173.
137. ↑  John Bright, 1972, p. 166 4th ed. pp. 170+ 的存檔，存档日期28 April 2016.
138. ↑  Yehezkal Kaufmann, 1960, The Religion of Israel: From its beginnings to the Babylonian Exile, trans. and Abridged by Moshe Greenberg. New York: Schocken Books, pp. 174–175.
139. ↑  Coogan, Michael. . Yale University Press. 2014: 27, 33. ISBN 978-0-300-17871-5.
140. ↑  Israel Finkelstein, Neil Asher Silberman (2002). The Bible Unearthed, p. 70.
141. ↑   (PDF). （原始内容 (PDF)存档于5 October 2011）. (99.8 KB), The Chronicle, Hebrew Union College – Jewish Institute of Religion, Issue 68, 2006, p. 42. "a critical survey of biblical literature demonstrates no cognizance of the ten commandments prior to the post-exilic period (after 586 B.C.E.)"
142. ↑  Hogue, Timothy S. . Cambridge University Press. 2023: 130–131. ISBN 978-1-009-36689-2.
143. ↑  Deuteronomy 4:10–13, 5:22, 9:17, 10:1–5
144. 1 2  Thomas Römer, The Invention of God (Harvard University Press, 2015), p. 92.
145. ↑  Römer, Thomas. . Studia Theologica - Nordic Journal of Theology. 2023, 77 (2): 169–185  [2025-01-01]. ISSN 0039-338X. doi:10.1080/0039338X.2023.2167861. （原始内容存档于2025-01-14）.
146. ↑  Exodus 34:28
147. ↑  Exodus 34:11–27
148. ↑  The New Oxford Annotated Bible with the Apocrypha. Augmented Third Edition, New Revised Standard Version, 2007
149. ↑  The Hebrew Bible: A Brief Socio-Literary Introduction. Norman Gottwald, 2008
150. ↑  Dictionary of the Old Testament: Pentateuch. T. Desmond Alexander and David Weston Baker, 2003
151. ↑  Commentary on the Torah. Richard Elliott Friedman, 2003
152. ↑  Friedman, p. 153
153. ↑  Friedman, p. 177
154. ↑  Friedman, Richard Elliott. "Who Wrote The Bible?" 1987 pp. 73–74
155. ↑  Hitchens, Christopher. . Slate Magazine. 27 August 2003  [27 September 2021].
156. ↑  Malina, Bruce J.; Rohrbaugh, Richard L. . Minneapolis: Fortress Press. 2003: 418–419. ISBN 978-0-8006-3491-9. OCLC 53289866.
157. ↑  Abel, Michael K. . . Covenant Books, Incorporated. 2018: 19 fn. 13. ISBN 978-1-64300-122-7.
158. ↑  Wright, Christopher J.H. . InterVarsity Press. 2019: 180. ISBN 978-0-8308-7207-7.
159. ↑  Marshall, Christopher. . Green, Joel B.; Lapsley, Jacqueline E.; Miles, Rebekah; Verhey, Allen  (编). . Baker Publishing Group. 2011: 119. ISBN 978-1-4412-3998-3.
160. ↑  Hobson, Tom. . Wipf and Stock Publishers. 2011: 14. ISBN 978-1-62189-287-8.
161. ↑  Westbrook, Raymond; Wells, Bruce. . Presbyterian Publishing Corporation. 2009: 71. ISBN 978-0-664-23497-3.
162. ↑  Sked, Alan. . London: Routledge. 1989: 65. ISBN 9780582356665.
163. ↑  Harry White; Michael Murphy. . Cork University Press. 2001: 170. ISBN 978-1-85918-153-9.
164. ↑  Prothero, G. W. . Peace handbooks. H.M. Stationery Office, London, via World Digital Library. 1920: 20–21  [2014-06-05]. （原始内容存档于2021-11-07）.
165. ↑  Office of the Curator,  (PDF).   [5 January 2017]. （原始内容存档 (PDF)于13 July 2019）. Supreme Court of the United States, 5 August 2003.
166. 1 2  Watts,  (PDF).   [27 August 2014]. （原始内容存档 (PDF)于14 February 2015）. 2004
167. ↑  Emmet V. Mittlebeeler, (2003) "Ten Commandments." P. 434 in The Encyclopedia of American Religion and Politics. Edited by P. A. Djupe and L. R. Olson. New York: Facts on File.
168. ↑  . News.minnesota.publicradio.org. 10 September 2001  [9 December 2012]. （原始内容存档于29 January 2012）.
169. ↑  PCUSA Assembly Committee on General Assembly Procedures D.3.a https://wayback.archive-it.org/3822/20160614072458/http://archive.pcusa.org/ga216/business/commbooks/comm03.pdf
170. ↑  American Jewish Congress, "AJCongress Voices Opposition to Courtroom Display of ten Commandments," (16 May 2003) 的存檔，存档日期4 September 2014.
171. ↑  . FindLaw. November 17, 1980  [November 19, 2024]. （原始内容存档于2025-02-22）.
172. ↑  Lopez, Brian. . The Texas Tribune. 20 April 2023  [23 April 2023]. （原始内容存档于2025-02-25） （英语）.
173. ↑  SB 1515 88th Session Legislative Session （页面存档备份，存于）, Texas Legislature Online, April 23, 2023.
174. ↑  Goodman, J. David. . The New York Times. May 24, 2023  [2025-01-01]. （原始内容存档于2025-01-12）.
175. ↑  Horton, Dodie. . legis.la.gov. 2024. https://legis.la.gov/legis/ViewDocument.aspx?d=1379435 （页面存档备份，存于）
176. ↑  Cline, Sara. . apnews.com (Baton Rouge LA: Associated Press). 2024-06-20  [2024-06-20]. （原始内容存档于2025-03-16）.
177. ↑  Clark, Fred. . slacktivist. 20 May 2024  [21 June 2024]. （原始内容存档于2025-03-11） （英语）.
178. ↑  Cline, Sara; McGill, Kevin. . AP News. 2024-11-12  [2024-11-12]. （原始内容存档于2025-03-17） （英语）.
179. ↑  McGill, Kevin. . AP News (The Associated Press). 15 November 2024  [17 November 2024]. （原始内容存档于2025-01-01） （英语）.
180. ↑  .   [8 April 2020]. （原始内容存档于7 March 2020） –www.imdb.com.
181. ↑  Patrick Chandler. . 2018-03-31  [2024-09-14]. （原始内容存档于2025-02-14） –YouTube.

### 延伸阅读
- Mendenhall, George E. . Louisville: Westminster John Knox Press. 2001. ISBN 978-0-664-22313-7.
- Friedman, Richard Elliott. . Englewood Cliffs, N.J.: Prentice Hall. 1987. ISBN 978-0-671-63161-1.
- Mendenhall, George E. . Baltimore: Johns Hopkins University Press. 1973. ISBN 978-0-8018-1267-5.
- Kaufmann, Yehezkel. . trans. Moshe Greenberg. Chicago: University of Chicago Press. 1960.
- Freedman, David Noel. . Doubleday. 2000. ISBN 978-0-385-49986-6.
- Budge, E. A. Wallis. . Dover Publications. 1967. ISBN 978-0-486-21866-3.
- Kuntz, Paul Grimley. . Wm. B. Eerdmans Publishing, Emory University Studies in Law and Religion. 2004. ISBN 978-0-8028-2660-2.